# Inkigayo
Inkigayo (em coreano:  SBS 인기가요; originalmente chamado Popular Song, também conhecido como The Music Trend) é um programa musical sul-coreano transmitido pela SBS. Vai ao ar ao vivo todos os domingos às 15:50 KST/UTC+9 e é gravado semanalmente no SBS Open Hall em Deungchon-dong, Gangseo District, Seoul. O show traz para o palco alguns dos artistas mais populares da atualidade na Coreia do Sul. Desde 2024, é apresentado por Moon Seong-hyun, Han Yu-jin, Leeseo.

## História
The Music Trend estreou com o nome de SBS Popular Song em 1991 como um chart show, mas foi suspenso no outono de 1993. Mais tarde, surgiu novamente em 1998 com seu título e formato originais. Em 2003, o formato de parada musical (chart) foi removido e substituído pelo Take 7, onde sete dos artistas mais populares da semana são apresentados e o artista mais popular recebe o prêmio da Canção Mutizen.
Na primavera de 2007, o programa passou de uma transmissão gravada para uma transmissão ao vivo, em um esforço a fim de aumentar a audiência, bem como alterou o nome para The Music Trend. Em novembro de 2008, o programa mudou o horário de 15:30 para 14:10, sendo transmitido após o Good Sunday. Em 2010, o programa aumentou para 70 minutos, começando as 15:50 em todo domingo.
Em 10 de julho de 2012, SBS anunciou que iria renovar o formato do programa tirando o sistema Take 7 e o prêmio Canção Mutizen, explicando que "nós acreditamos que invés do sistema de ranking, a coisa mais importante é o gênero K-Pop sendo reconhecido pelo mundo todo. Portanto, nós decidimos nos submeter a essa decisão em esperança dos telespectadores apenas aproveitar a música. Tem vários cantores K-Pop na indústria musical que possuem talento. Nós queremos nos livrar do repetitivo sistema no qual os artistas lançam as músicas e performam, então nós planejamos reprojetar nosso sistema ao ter um novo conceito onde tenha mais performances especiais". O programa, já reformulado começou em 15 de julho de 2012.
No início de março de 2013, o programa anunciou que iria voltar com o sistema de ranking com o Inkigayo Chart. A nova parada musical é uma colaboração com a Korea Music Content Industry Association, a Gaon Chart e começou em 17 de março de 2013. Em  2 de outubro de 2016, o programa mudou de horário das 3:50PM para 12:10PM, junto com a mudança de horário, o programa mudou seu logotipo.

## Apresentadores
| Data                                            | Apresentador(es)         |
| ----------------------------------------------- | ------------------------ |
| 15 de dezembro de 1991 – 29 de dezembro de 1992 | Seo Sae-won              |
| 2 de maio – 20 de junho de 1993                 | Bae Chul-su, Kim Hee-sun |

| Data                                          | Apresentadores               |
| --------------------------------------------- | ---------------------------- |
| 1 de março de 1998 – 24 de maio de 1998       | Kim Seung-hyun, Jun Ji-hyun  |
| 28 de junho – 29 de novembro de 1998          | Lee Dong-gun, Kim Kyu-ri     |
| 6 de dezembro de 1998 – 16 de abril de 2000   | Kim Jin, Kim So-yeon         |
| 23 de abril – 31 de dezembro de 2000          | Ahn Jae-mo, Kim Min-hee      |
| 7 de janeiro – 9 de março de 2001             | Ahn Jae-mo, Son Tae-young    |
| 18 de março – 29 de julho de 2001             | Song Chang-hwan, So Yu-jin   |
| 5 de agosto de 2001 – 13 de janeiro de 2002   | Lee Jong-su, So Yu-jin       |
| 20 de janeiro – 18 de agosto de 2002          | Kim Jae-won, Kim Jung-hwa    |
| 25 de agosto de 2002 – 2 de fevereiro de 2003 | Kim Jeong-hoon, Kim Jung-hwa |
| 9 de fevereiro – 24 de agosto de 2003         | Kangta, Yu-min               |
| 7 de setembro de 2003 – 24 de outubro de 2004 | Kim Dong-wan, Park Han-byul  |
| 31 de outubro de 2004 – 5 de junho de 2005    | Kim Dong-wan, Han Ye-seul    |
| 12 de junho – 23 de outubro de 2005           | Andy, Park Hye-won           |
| 20 de novembro de 2005 – 16 de abril de 2006  | Andy Lee, Han Hyo-joo        |
| 23 de abril – 18 de fevereiro de 2007         | Kim Hee-chul, Ku Hye-sun     |

| Data                                            | Apresentadores                                 |
| ----------------------------------------------- | ---------------------------------------------- |
| 25 de fevereiro – 7 de outubro de 2007          | Jang Geun-suk, Kim Hee-chul                    |
| 11 de novembro de 2007 – 4 de maio de 2008      | Kim Hee-chul, Song Ji-hyo                      |
| 11 de maio – 30 de novembro de 2008             | Eun Ji-won, Huh E Jae                          |
| 18 de dezembro de 2008 – 19 de julho de 2009    | Eun Ji-won, Yu Seul-ah, Lee Hong-gi            |
| 26 de julho de 2009 – 24 de janeiro de 2010     | Ha Yeon-joo, Taecyeon, Jang Woo-young          |
| 7 de fevereiro – 11 de julho de 2010            | Taecyeon, Jang Wooyoung, Sulli                 |
| 18 de julho de 2010 – 13 de março de 2011       | Jo Kwon, Jung Yong-hwa, Sulli                  |
| 20 de março de 2011 – 13 de novembro de 2011    | IU, Jo Kwon, Sulli, Lee Gi-kwang               |
| 20 de novembro de 2011 – 27 de maio de 2012     | Hara, IU, Nicole                               |
| 3 de junho – 19 de agosto de 2012               | Hara, Lee Jong-suk, Nicole                     |
| 26 de agosto – 2 de dezembro de 2012            | IU, Lee Jong-suk                               |
| 16 de dezembro – 28 de julho de 2013            | IU, Hwang Kwang-hee, Lee Hyun-woo              |
| 4 de agosto de 2013 – 26 de janeiro de 2014     | Hwang Kwang-hee, Lee Hyun-woo, Minah           |
| 2 de fevereiro – 9 de novembro de 2014          | Hwang Kwang-hee, Lee Yu-bi, Baek-hyun, Suho    |
| 16 de novembro – 14 de dezembro de 2014         | Hwang Kwang-hee, Kim Yoo-jung, Baek-hyun, Suho |
| 28 de dezembro de 2014 – 5 de abril de 2015     | Hwang Kwang-hee, Kim Yoo-jung, Hong Jong-hyun  |
| 12 de abril – 30 de agosto de 2015              | Kim Yoo-jung, Hong Jong-hyun, Jackson Wang     |
| 5 de setembro de 2015                           | Kim Yoo-jung, Jackson Wang                     |
| 13 de setembro de 2015 – 3 de abril de 2016     | Kim Yoo-jung, Jackson Wang, Yook Sung-jae      |
| 10 de abril – 29 de maio de 2016                | Jackson Wang, Yook Sung-jae                    |
| 5 de junho – 26 de junho de 2016                | Celebridades aleatórias                        |
| 3 de julho de 2016 – 22 de janeiro de 2017      | Gong Seung-yeon, Yoo Jeong-yeon, Kim Min-seok  |
| 5 de fevereiro de 2017 – 4 de fevereiro de 2018 | Doyoung, Kim Ji-soo, Park Jin-young            |
| 18 de fevereiro de 2018 – 28 de outubro de 2018 | Chaeyeon, Mingyu, Song Kang                    |
| 11 de novembro – 13 de fevereiro de 2019        | Chaeyeon, Mingyu                               |
| 17 de fevereiro de 2019 - 06 de outubro de 2019 | Mingyu, hin Eun-soo                            |
| 20 de outubro de 2019 - 28 de Fevereiro de 2021 | Minhyuk, Naeun, Jaehyun                        |
| 7 de março de 2021 – 3 de abril de 2022         | Jihoon, Sungchan, An Yu-jin                    |
| 3 de abril de 2022 – 2 de abril de 2023         | Roh Jeong-eui, Choi Yeon-jun, Seo Bum-june     |
| 9 de abril de 2023 – 16 de julho de 2023        | Choi Yeon-jun Hyungwon, Kim Ji-eun             |
| 23 de julho de 2023 – 14 de abril de 2024       | Choi Yeon-jun, Woonhak, Park Ji-hu             |
| 28 de abril de 2024 – atualmente                | Moon Seong-hyun, Han Yu-jin, Leeseo            |

## Segmentos

### Super Rookie
Toda semana, artistas e grupos novatos na indústria sul-coreana performavam no programa. No fim do mês, era escolhido um "Super Rookie" através da página oficial do Inkigayo. Esse quadro foi finalizado no final de 2010
2008
- Abril – Peter (피터)
- Maio – Deb (뎁)
- Junho – NAVI
- Julho – H7
- Agosto – TGUS
- Setembro – 2AM
- Outubro – Symmetry
- Novembro – IU
- Dezembro – XING

2009
- Janeiro – ZY
- Fevereiro – Achtung (악퉁)
- Março – Maydoni (메이다니)
- Abril – JUMPER
- Maio – AJ
- Junho – Answer
- Julho – SOOLj (술제이)
- Agosto – 4Minute
- Setembro – Supreme Team
- Outubro – B2Y
- Novembro – SHU-I
- Dezembro – BEAST

2010
- Janeiro – Jung Suk (정석)
- Fevereiro – Shaun L (션엘)
- Março – MIJI (미지)
- Junho – Kim Yeo-hee (김여희)
- Julho – Ari (아리)
- Agosto – Teen Top
- Setembro – Go Eun (고은)
- Outubro – Bohemian (보헤미안)
- Novembro – Bebe Mignon (베베미뇽)
- Dezembro – One Way

### Digital Music Charts
Anteriormente conhecido como Mobile Ranking, o Digital Music Chart leva em conta a popularidade das músicas em vigor dos downloads nos celulares, assim como o download em sites. Semanalmente, o quadro apresentava os 5 que mais se sucederam no segmento com apresentador(es) diferente(s). O quadro foi abandonado no meio de 2009.

### Músicas de campanha
Em cada episódio, diversos artistas participavam de canções de campanha que tinha o propósito de deixarem pessoas alertadas em diversos assuntos. As campanhas incluíam: Dirigir com segurança, pirataria, beber leite, entre outros.

### Take 7
Take 7 é o segmento mais notável do programa. Semanalmente, sete das mais populares músicas são mostradas em um ranking, onde a maioria dos artistas as performavam. Ao final do programa, a Canção Mutizen (o termo mutizen é proveniente da junção das palavras "música" e "Netizen", simbolizando as músicas escolhidas pelos netizens) que é a canção mais popular da semana, ganha um prêmio. Cada canção só pode receber no máximo 3 (três) prêmios, tendo ganhado a música seria retirada do Take 7. O segmento teve seu fim em 10 de julho de 2012.
 1998 
| Data            | Artista                    | Canção                     |
| --------------- | -------------------------- | -------------------------- |
| 1 de fevereiro  | Turbo1º, 2º, 3º            | "December"                 |
| 8 de fevereiro  | Turbo1º, 2º, 3º            | "December"                 |
| 15 de fevereiro | Turbo1º, 2º, 3º            | "December"                 |
| 22 de fevereiro | S.E.S.1º, 2º               | "I'm Your Girl"            |
| 1 de março      | S.E.S.1º, 2º               | "I'm Your Girl"            |
| 8 de março      | Park Jin-young1º, 2º       | "Honey"                    |
| 15 de março     | Park Jin-young1º, 2º       | "Honey"                    |
| 22 de março     | Shin Seung-hun1º, 2º, 3º   | "A Promise I Can't Follow" |
| 29 de março     | Shin Seung-hun1º, 2º, 3º   | "A Promise I Can't Follow" |
| 5 de abril      | Shin Seung-hun1º, 2º, 3º   | "A Promise I Can't Follow" |
| 12 de abril     | S.E.S.3º                   | "Oh, My Love"              |
| 19 de abril     | Cool1º, 2º, 3º, 4º         | "Sorrow"                   |
| 26 de abril     | Cool1º, 2º, 3º, 4º         | "Sorrow"                   |
| 3 de maio       | Cool1º, 2º, 3º, 4º         | "Sorrow"                   |
| 10 de maio      | Cool1º, 2º, 3º, 4º         | "Sorrow"                   |
| 17 de maio      | Im Chang-jung1º,2º         | "Be A Star"                |
| 24 de maio      | Im Chang-jung1º,2º         | "Be A Star"                |
| 31 de maio      | Sem Show                   | Sem Show                   |
| 7 de junho      | Yu Seung-jun1º, 2º, 3º, 4º | "Na Na Na"                 |
| 14 de junho     | Yu Seung-jun1º, 2º, 3º, 4º | "Na Na Na"                 |
| 21 de junho     | Yu Seung-jun1º, 2º, 3º, 4º | "Na Na Na"                 |
| 28 de junho     | Yu Seung-jun1º, 2º, 3º, 4º | "Na Na Na"                 |
| 5 de julho      | DIVAf                      | "Why Do U Call Me"         |
| 12 de julho     | Kim Min-jong1º, 2º, 3º, 4º | "Sincere Love"             |
| 19 de julho     | Kim Min-jong1º, 2º, 3º, 4º | "Sincere Love"             |
| 26 de julho     | Kim Min-jong1º, 2º, 3º, 4º | "Sincere Love"             |
| 2 de agosto     | Kim Min-jong1º, 2º, 3º, 4º | "Sincere Love"             |
| 9 de agosto     | Kim Hyun-jung1º, 2º        | "Breakup With Her"         |
| 16 de agosto    | Kim Hyun-jung1º, 2º        | "Breakup With Her"         |
| 23 de agosto    | Sechs Kies1º, 2º           | "Road Fighter"             |
| 30 de agosto    | Sechs Kies1º, 2º           | "Road Fighter"             |
| 6 de setembro   | Fin.K.L1º, 2º              | "To My Boyfriend"          |
| 13 de setembro  | Fin.K.L1º, 2º              | "To My Boyfriend"          |
| 20 de setembro  | Uhm Jung-hwa1º             | "Poison"                   |
| 27 de setembro  | Sechs Kies3º               | "Reckless Love"            |
| 4 de outubro    | Uhm Jung-hwa2º             | "Poison"                   |
| 11 de outubro   | Sechs Kies4º               | "Reckless Love"            |
| 18 de outubro   | H.O.T.1º                   | "Line Up"                  |
| 25 de outubro   | Sem Show                   | Sem Show                   |
| 1 de novembro   | Sem Show                   | Sem Show                   |
| 8 de novembro   | H.O.T.2º                   | "Line Up"                  |
| 15 de novembro  | Fin.K.L3º                  | "Ruby"                     |
| 22 de novembro  | Turbo4º                    | "I Got a Girlfriend"       |
| 29 de novembro  | H.O.T.3º, 4º, 5º           | "Hope"                     |
| 6 de dezembro   | H.O.T.3º, 4º, 5º           | "Hope"                     |
| 13 de dezembro  | H.O.T.3º, 4º, 5º           | "Hope"                     |
| 20 de dezembro  | Sechs Kies5º               | "Couple"                   |
| 27 de dezembro  | Sem Show                   | Sem Show                   |

 1999 
| Data            | Artista              | Canção                     |
| --------------- | -------------------- | -------------------------- |
| 3 de janeiro    | Sechs Kies6º         | "Couple"                   |
| 10 de janeiro   | S.E.S.4º             | "Dreams Come True"         |
| 17 de janeiro   | Turbo5º              | "X"                        |
| 24 de janeiro   | 1TYM1º               | "1TYM"                     |
| 31 de janeiro   | S.E.S5º              | "I Love You"               |
| 7 de fevereiro  | 1TYM2º, 3º           | "1TYM"                     |
| 14 de fevereiro | 1TYM2º, 3º           | "1TYM"                     |
| 21 de fevereiro | Sem Show             | Sem Show                   |
| 28 de fevereiro | S.E.S.6º, 7º         | "I Love You"               |
| 7 de março      | S.E.S.6º, 7º         | "I Love You"               |
| 14 de março     | Cool5º               | "Misery"                   |
| 21 de março     | Roo'ra1º, 2º, 3º     | "Good"                     |
| 28 de março     | Roo'ra1º, 2º, 3º     | "Good"                     |
| 4 de abril      | Roo'ra1º, 2º, 3º     | "Good"                     |
| 11 de abril     | Kim Hyun-jung3º, 4º  | "Separation Can Come Back" |
| 18 de abril     | Kim Hyun-jung3º, 4º  | "Separation Can Come Back" |
| 25 de abril     | Kim Min-jong5º       | "One's Earnest Prayer"     |
| 2 de maio       | Im Chang-jung3º      | "Love Affair"              |
| 9 de maio       | Yu Seung-jun5º, 6º   | "Passion"                  |
| 16 de maio      | Yu Seung-jun5º, 6º   | "Passion"                  |
| 23 de maio      | Sem Show             | Sem Show                   |
| 30 de maio      | Yu Seung-jun7º       | "Passion"                  |
| 6 de junho      | Sem Show             | Sem Show                   |
| 13 de junho     | Fin.K.L4º, 5º, 6º    | "Forever Love"             |
| 20 de junho     | Fin.K.L4º, 5º, 6º    | "Forever Love"             |
| 27 de junho     | Fin.K.L4º, 5º, 6º    | "Forever Love"             |
| 4 de julho      | Shinhwa1º            | "T.O.P"                    |
| 11 de julho     | Yu Seung-jun8º       | "Sad Silence"              |
| 18 de julho     | Shinhwa2º            | "T.O.P"                    |
| 25 de julho     | Uhm Jung-hwa3º       | "I Don't Know"             |
| 1 de agosto     | Fin.K.L7º            | "Pride"                    |
| 8 de agosto     | Country Kko Kko1º    | "One Heart"                |
| 15 de agosto    | Shinhwa3º, 4º        | "Yo!"                      |
| 22 de agosto    | Shinhwa3º, 4º        | "Yo!"                      |
| 29 de agosto    | Baby V.O.X.1º        | "Get Up"                   |
| 5 de setembro   | Park Ji-yoon1º       | "Go Away"                  |
| 12 de setembro  | Sechs Kies7º, 8º, 9º | "Com' Back"                |
| 19 de setembro  | Sechs Kies7º, 8º, 9º | "Com' Back"                |
| 26 de setembro  | Sechs Kies7º, 8º, 9º | "Com' Back"                |
| 3 de outubro    | H.O.T.6º, 7º         | "I Yah"                    |
| 10 de outubro   | H.O.T.6º, 7º         | "I Yah"                    |
| 17 de outubro   | Sem Show             | Sem Show                   |
| 24 de outubro   | H.O.T.8º             | "I Yah"                    |
| 31 de outubro   | Baby V.O.X. 2º       | "Killer"                   |
| 7 de novembro   | Sechs Kies10º        | "Premonition"              |
| 14 de novembro  | Jo Sung-mo1º         | "For Your Soul"            |
| 21 de novembro  | Sechs Kies11º        | "Premonition"              |
| 28 de novembro  | Lee Jung-hyun1º, 2º  | "Wa"                       |
| 5 de dezembro   | Lee Jung-hyun1º, 2º  | "Wa"                       |
| 12 de dezembro  | Fin.K.L8º            | "To My Prince"             |
| 19 de dezembro  | Yu Seung-jun9º, 10º  | "Vision"                   |
| 26 de dezembro  | Yu Seung-jun9º, 10º  | "Vision"                   |

 2000 
| Data            | Artista                | Canção                 |
| --------------- | ---------------------- | ---------------------- |
| 2 de janeiro    | Yu Seung-jun11º        | "Vision"               |
| 9 de janeiro    | g.o.d1º                | "Love and Memory"      |
| 16 de janeiro   | Lee Jung-hyun3º        | "Change"               |
| 23 de janeiro   | S.E.S.8º               | "Twilight Zone"        |
| 30 de janeiro   | SKY1º                  | "Forever"              |
| 6 de fevereiro  | Sem Show               | Sem Show               |
| 13 de feveiro   | Yu Seung-jun12º, 13º   | "Love Song"            |
| 20 de fevereiro | Yu Seung-jun12º, 13º   | "Love Song"            |
| 27 de fevereiro | Jo Sung-mo2º           | "Thorn Tree"           |
| 5 de março      | g.o.d2º, 3º, 4º        | "Sorrow"               |
| 12 de março     | g.o.d2º, 3º, 4º        | "Sorrow"               |
| 19 de março     | g.o.d2º, 3º, 4º        | "Sorrow"               |
| 26 de março     | Im Chang-jung4º, 5º    | "My Lover"             |
| 2 de abril      | Im Chang-jung4º, 5º    | "My Lover"             |
| 9 de abril      | g.o.d5º, 6º, 7º        | "Friday Night"         |
| 16 de abril     | g.o.d5º, 6º, 7º        | "Friday Night"         |
| 23 de abril     | g.o.d5º, 6º, 7º        | "Friday Night"         |
| 30 de abril     | Chakra1º               | "Hate"                 |
| 7 de maio       | Kim Min-jong6º, 7º, 8º | "Why"                  |
| 14 de maio      | Kim Min-jong6º, 7º, 8º | "Why"                  |
| 21 de maio      | Kim Min-jong6º, 7º, 8º | "Why"                  |
| 28 de maio      | Sem Show               | Sem Show               |
| 4 de junho      | 1TYM4º                 | "One Love"             |
| 11 de junho     | Baek Ji-young1º, 2º    | "Dash"                 |
| 18 de junho     | Baek Ji-young1º, 2º    | "Dash"                 |
| 25 de junho     | J1º                    | "Like Yesterday"       |
| 2 de julho      | Kim Hyun-jung5º        | "Bruise"               |
| 9 de julho      | Shinhwa5º, 6º          | "Only One"             |
| 16 de julho     | Shinhwa5º, 6º          | "Only One"             |
| 23 de julho     | Country Kko Kko2º, 3º  | "Oh! Do You Leave Me?" |
| 30 de julho     | Country Kko Kko2º, 3º  | "Oh! Do You Leave Me?" |
| 6 de agosto     | Lee Jung-hyun4º, 5º    | "You"                  |
| 13 de agosto    | Lee Jung-hyun4º, 5º    | "You"                  |
| 20 de agosto    | Baek Ji-young3º        | "Sad Salsa"            |
| 27 de agosto    | Shinhwa7º              | "All Your Dreams"      |
| 3 de setembro   | Hong Kyung-min1º, 2º   | "Broken Friendship"    |
| 10 de setembro  | Hong Kyung-min1º, 2º   | "Broken Friendship"    |
| 17 de setembro  | Sem Show               | Sem Show               |
| 24 de setembro  | Jo Sung-mo3º           | "Do You Know"          |
| 1 de outubro    | Sem Show               | Sem Show               |
| 8 de outubro    | Jo Sung-mo4º, 5º       | "Do You Know"          |
| 15 de outubro   | Jo Sung-mo4º, 5º       | "Do You Know"          |
| 22 de outubro   | H.O.T.9º, 10º, 11º     | "Outside Castle"       |
| 29 de outubro   | H.O.T.9º, 10º, 11º     | "Outside Castle"       |
| 5 de novembro   | H.O.T.9º, 10º, 11º     | "Outside Castle"       |
| 12 de novembro  | Fin.K.L9º, 10º, 11º    | "Now"                  |
| 19 de novembro  | Fin.K.L9º, 10º, 11º    | "Now"                  |
| 26 de novembro  | Fin.K.L9º, 10º, 11º    | "Now"                  |
| 3 de dezembro   | g.o.d8º, 9º, 10º       | "Lies"                 |
| 10 de dezembro  | g.o.d8º, 9º, 10º       | "Lies"                 |
| 17 de dezembro  | g.o.d8º, 9º, 10º       | "Lies"                 |
| 24 de dezembro  | Yu Seung-jun14º        | "I'll Be Back"         |
| 31 de dezembro  | Sem Show               | Sem Show               |

 2001 
| Data            | Artista                   | Canção                |
| --------------- | ------------------------- | --------------------- |
| 7 de janeiro    | Yu Seung-jun15º, 16º      | "I'll Be Back"        |
| 14 de janeiro   | Yu Seung-jun15º, 16º      | "I'll Be Back"        |
| 21 de janeiro   | Im Chang-jung6º, 7º       | "You're Like Me"      |
| 28 de janeiro   | Im Chang-jung6º, 7º       | "You're Like Me"      |
| 4 de fevereiro  | g.o.d11º, 12º             | "I Need You"          |
| 11 de fevereiro | g.o.d11º, 12º             | "I Need You"          |
| 18 de fevereiro | S.E.S.9º, 10º             | "Show Me Your Love"   |
| 25 de fevereiro | S.E.S.9º, 10º             | "Show Me Your Love"   |
| 4 de março      | Position1º, 2º, 3º        | "I Love You"          |
| 11 de março     | Position1º, 2º, 3º        | "I Love You"          |
| 18 de março     | Position1º, 2º, 3º        | "I Love You"          |
| 25 de março     | Lee Ji-hoon1º             | "Doll"                |
| 1 de abril      | Cha Tae-hyun1º            | "I Love You"          |
| 8 de abril      | Jinusean1º                | "A-Yo"                |
| 15 de abril     | S♯arp1º, 2º               | "Sweety"              |
| 22 de abril     | S♯arp1º, 2º               | "Sweety"              |
| 29 de abril     | Chakra2º                  | "End"                 |
| 6 de maio       | Psy1º                     | "Bird"                |
| 13 de maio      | Fin.K.L12º                | "You'll Never Know"   |
| 20 de maio      | Sem Show                  | Sem Show              |
| 27 de maio      | Fin.K.L13º                | "You'll Never Know"   |
| 3 de junho      | Drunken Tiger1º, 2º       | "Good Life"           |
| 10 de junho     | Drunken Tiger1º, 2º       | "Good Life"           |
| 17 de junho     | Click-B1º                 | "Undefeatable"        |
| 24 de junho     | Psy2º                     | "End"                 |
| 1 de julho      | S♯arp3º                   | "100 Days Prayer"     |
| 8 de julho      | Kim Gun-mo1º, 2º, 3º      | "Hero"                |
| 15 de julho     | Kim Gun-mo1º, 2º, 3º      | "Hero"                |
| 22 de julho     | Kim Gun-mo1º, 2º, 3º      | "Hero"                |
| 29 de julho     | M.C the Max1º             | "Because of Love"     |
| 5 de agosto     | Park Jin-young3º          | "I Have a Woman"      |
| 12 de agosto    | Cool6º, 7º                | "Jumpo Mambo"         |
| 19 de agosto    | Cool6º, 7º                | "Jumpo Mambo"         |
| 26 de agosto    | UN1º                      | "Ocean Wave"          |
| 2 de setembro   | S.E.S.11º                 | "Just In Love"        |
| 9 de setembro   | Shinhwa8º, 9º             | "Hey, Come On"        |
| 16 de setembro  | Shinhwa8º, 9º             | "Hey, Come On"        |
| 23 de setembro  | Im Chang-jung8º, 9º       | "Reason to Wait"      |
| 30 de setembro  | Im Chang-jung8º, 9º       | "Reason to Wait"      |
| 7 de outubro    | Yu Seung-jun17º, 18º, 19º | "Wow"                 |
| 14 de outubro   | Yu Seung-jun17º, 18º, 19º | "Wow"                 |
| 21 de outubro   | Yu Seung-jun17º, 18º, 19º | "Wow"                 |
| 28 de outubro   | Wax1º                     | "Redoing My Makeup"   |
| 4 de novembro   | Lee Ki-chan1º, 2º         | "Love Has Left Again" |
| 11 de novembro  | Lee Ki-chan1º, 2º         | "Love Has Left Again" |
| 18 de novembro  | UN2º                      | "Gift"                |
| 25 de novembro  | Kim Min-jong9º            | "You're My Life"      |
| 2 de dezembro   | Jang Na-ra1º              | "Confession"          |
| 9 de dezembro   | g.o.d13º, 14º, 15º        | "Road"                |
| 16 de dezembro  | g.o.d13º, 14º, 15º        | "Road"                |
| 23 de dezembro  | g.o.d13º, 14º, 15º        | "Road"                |
| 30 de dezembro  | Sem Show                  | Sem Show              |

 2002 
| Data            | Artista               | Canção                         |
| --------------- | --------------------- | ------------------------------ |
| 6 de janeiro    | Yoon Mi-rae1º         | "As Time Goes By"              |
| 13 de janeiro   | S♯arp4º               | "My Lips... Warm Like Coffee"  |
| 20 de janeiro   | Jang Na-ra2º          | "April Story"                  |
| 27 de janeiro   | g.o.d16º, 17º, 18º    | "Place Where You Need To Be"   |
| 3 de fevereiro  | g.o.d16º, 17º, 18º    | "Place Where You Need To Be"   |
| 10 de fevereiro | g.o.d16º, 17º, 18º    | "Place Where You Need To Be"   |
| 17 de fevereiro | jtL1º, 2º, 3º         | "A Better Day"                 |
| 24 de fevereiro | jtL1º, 2º, 3º         | "A Better Day"                 |
| 3 de março      | jtL1º, 2º, 3º         | "A Better Day"                 |
| 10 de março     | S.E.S.12º, 13º, 14º   | "U"                            |
| 17 de março     | S.E.S.12º, 13º, 14º   | "U"                            |
| 24 de março     | S.E.S.12º, 13º, 14º   | "U"                            |
| 31 de março     | Fin.K.L14º, 15º, 16º  | "Forever"                      |
| 7 de abril      | Fin.K.L14º, 15º, 16º  | "Forever"                      |
| 14 de abril     | Fin.K.L14º, 15º, 16º  | "Forever"                      |
| 21 de abril     | Shinhwa10º, 11º, 12º  | "Perfect Man"                  |
| 28 de abril     | Shinhwa10º, 11º, 12º  | "Perfect Man"                  |
| 5 de maio       | Shinhwa10º, 11º, 12º  | "Perfect Man"                  |
| 12 de maio      | BoA1º, 2º, 3º         | "No.1"                         |
| 19 de maio      | BoA1º, 2º, 3º         | "No.1"                         |
| 26 de maio      | BoA1º, 2º, 3º         | "No.1"                         |
| 2 de junho      | Country Kko Kko3º     | "Conga"                        |
| 9 de junho      | Baby V.O.X.3º, 4º     | "By Chance"                    |
| 16 de junho     | Baby V.O.X.3º, 4º     | "By Chance"                    |
| 23 de junho     | Im Chang-jung10º, 11º | "Sad Monologue"                |
| 30 de junho     | Im Chang-jung10º, 11º | "Sad Monologue"                |
| 7 de julho      | Im Chang-jung10º, 11º | "Sad Monologue"                |
| 14 de julho     | Fly to the Sky1º, 2º  | "Sea of Love"                  |
| 21 de julho     | Fly to the Sky1º, 2º  | "Sea of Love"                  |
| 28 de julho     | Wheesung1º, 2º        | "Can't You, Please"            |
| 4 de agosto     | Wheesung1º, 2º        | "Can't You, Please"            |
| 11 de agosto    | Cool8º, 9º            | "Truth"                        |
| 18 de agosto    | Cool8º, 9º            | "Truth"                        |
| 25 de agosto    | Sung Si-kyung1º       | "We're a Well-Assorted Couple" |
| 1 de setembro   | Moon Hee-joon1º       | "Generous..."                  |
| 8 de setembro   | Wax2º, 3º             | "A Request From You"           |
| 15 de setembro  | Wax2º, 3º             | "A Request From You"           |
| 22 de setembro  | Sem Show              | Sem Show                       |
| 29 de setembro  | Kim Hyun-jung9º       | "Show Revolution"              |
| 6 de outubro    | Rain1º                | "Instead of Saying Goodbye"    |
| 13 de outubro   | Kangta1º              | "Memories"                     |
| 20 de outubro   | Lee Soo-young1º       | "La La La"                     |
| 27 de outubro   | Sem Show              | Sem Show                       |
| 3 de novembro   | Jang Na-ra3º          | "Sweet Dream"                  |
| 10 de novembro  | BoA4º                 | "VALENTI"                      |
| 17 de novembro  | Park Hyo-shin1º, 2º   | "Good Person"                  |
| 24 de novembro  | Park Hyo-shin1º, 2º   | "Good Person"                  |
| 1 de dezembro   | Psy3º                 | "Champion"                     |
| 8 de dezembro   | YG Family1º           | "Turn It Up"                   |
| 15 de dezembro  | UN3º, 4º              | "Miracle"                      |
| 22 de dezembro  | UN3º, 4º              | "Miracle"                      |
| 29 de dezembro  | Sem Show              | Sem Show                       |

 2003 
| Data          | Artista       | Canção               |
| ------------- | ------------- | -------------------- |
| 5 de janeiro  | Lee Ki-chan3º | "A Cold"             |
| 12 de janeiro | Boohwal1º, 2º | "Never Ending Story" |
| 19 de janeiro | Boohwal1º, 2º | "Never Ending Story" |
| 26 de janeiro | Jang Na-ra4º  | "Snow Man"           |

#### Vencedores do CançãoMutizen
2003 
| Data            | Artista              | Canção                    |
| --------------- | -------------------- | ------------------------- |
| 2 de fevereiro  | Sem Show             | Sem Show                  |
| 9 de fevereiro  | Shinhwa13º, 14º      | "Your Wedding"            |
| 16 de fevereiro | Shinhwa13º, 14º      | "Your Wedding"            |
| 23 de fevereiro | Sem Show             | Sem Show                  |
| 2 de março      | g.o.d19º             | "0%"                      |
| 9 de março      | Lee Soo-young2º      | "Good-bye"                |
| 16 de março     | Click-B2º            | "Cowboy"                  |
| 23 de março     | NRG1º                | "Hit Song"                |
| 30 de março     | Park Ji-yoon2º       | "DJ"                      |
| 6 de abril      | Kim Gun-mo4º         | "My Son"                  |
| 13 de abril     | NRG2º                | "Hit Song"                |
| 20 de abril     | Jo Sung-mo6º         | "Piano"                   |
| 27 de abril     | Ahn Jae-wook1º       | "Friend"                  |
| 4 de abril      | SE7EN1º, 2º          | "Come Back to Me"         |
| 11 de abril     | SE7EN1º, 2º          | "Come Back to Me"         |
| 18 de abril     | Sem Show             | Sem Show                  |
| 25 de abril     | Sem Show             | Sem Show                  |
| 1 de junho      | Baby V.O.X.5º        | "What Should I Do"        |
| 8 de junho      | Cha Tae-hyun2º, 3º   | "Again to Me"             |
| 15 de junho     | Cha Tae-hyun2º, 3º   | "Again to Me"             |
| 22 de junho     | BoA5º                | "Atlantis Princess"       |
| 29 de junho     | Koyote1º             | "Emergency"               |
| 6 de julho      | BoA6º, 7º            | "Atlantis Princess"       |
| 13 de julho     | BoA6º, 7º            | "Atlantis Princess"       |
| 20 de julho     | Im Chang-jung13º     | "A Glass of Soju"         |
| 27 de julho     | Sem Show             | Sem Show                  |
| 3 de agosto     | Cool9º, 10º, 11º     | "If You Will Get Married" |
| 10 de agosto    | Cool9º, 10º, 11º     | "If You Will Get Married" |
| 17 de agosto    | Cool9º, 10º, 11º     | "If You Will Get Married" |
| 24 de agosto    | Fly to the Sky3º, 4º | "Missing You"             |
| 31 de agosto    | Fly to the Sky3º, 4º | "Missing You"             |
| 7 de setembro   | Lee Hyori1º, 2º, 3º  | "10minutes"               |
| 14 de setembro  | Lee Hyori1º, 2º, 3º  | "10minutes"               |
| 21 de setembro  | Lee Hyori1º, 2º, 3º  | "10minutes"               |
| 28 de setembro  | jtL                  | "Without Your Love"       |
| 5 de outubro    | Wheesung3º, 4º       | "With Me"                 |
| 12 de outubro   | Wheesung3º, 4º       | "With Me"                 |
| 19 de outubro   | S1º, 2º, 3º          | "I Swear"                 |
| 26 de outubro   | S1º, 2º, 3º          | "I Swear"                 |
| 2 de novembro   | S1º, 2º, 3º          | "I Swear"                 |
| 9 de novembro   | Rain2º               | "Ways to Avoid the Sun"   |
| 16 de novembro  | Sem Show             | Sem Show                  |
| 23 de novembro  | Rain3º, 4º           | "Ways to Avoid the Sun"   |
| 30 de novembro  | Rain3º, 4º           | "Ways to Avoid the Sun"   |
| 7 de dezembro   | Wheesung5º           | "The Day We Meet Again"   |
| 14 de dezembro  | Lexy1º, 2º           | "Greenhorn"               |
| 21 de dezembro  | Lexy1º, 2º           | "Greenhorn"               |
| 28 de dezembro  | Sung Si-kyung2º      | "Endure"                  |

 2004 
| Data            | Artista             | Canção                   |
| --------------- | ------------------- | ------------------------ |
| 4 de janeiro    | Jang Na-ra5º, 6º    | "Pray"                   |
| 11 de janeiro   | Jang Na-ra5º, 6º    | "Pray"                   |
| 18 de janeiro   | M.C. the MAX2º, 3º  | "Love's Poem"            |
| 25 de janeiro   | M.C. the MAX2º, 3º  | "Love's Poem"            |
| 1 de fevereiro  | 1TYM5º, 6º          | "HOT"                    |
| 8 de fevereiro  | 1TYM5º, 6º          | "HOT"                    |
| 15 de fevereiro | M.C. the MAX4º      | "Love's Poem"            |
| 22 de fevereiro | 1TYM7º              | "HOT"                    |
| 29 de fevereiro | Tei1º, 2º, 3º       | "Love Leaves a Scent"    |
| 7 de março      | Tei1º, 2º, 3º       | "Love Leaves a Scent"    |
| 14 de março     | Tei1º, 2º, 3º       | "Love Leaves a Scent"    |
| 21 de março     | M.C. the MAX4º      | "When the Tears Lay"     |
| 28 de março     | TVXQ1º, 2º, 3º      | "Hug"                    |
| 4 de abril      | TVXQ1º, 2º, 3º      | "Hug"                    |
| 11 de abril     | TVXQ1º, 2º, 3º      | "Hug"                    |
| 18 de abril     | Koyote2º            | "Disco King"             |
| 25 de abril     | Sem Show            | Sem Show                 |
| 2 de maio       | Koyote3º            | "Disco King"             |
| 9 de maio       | Cho PD1º            | "My Friend"              |
| 16 de maio      | Koyote4º            | "Disco King"             |
| 23 de maio      | Cho PD2º            | "My Friend"              |
| 30 de maio      | MC Mong1º           | "180 Degrees"            |
| 6 de junho      | Sem Show            | Sem Show                 |
| 13 de junho     | Sem Show            | Sem Show                 |
| 20 de junho     | MC Mong2º           | "180 Degrees"            |
| 27 de junho     | Koyote5º            | "Fireworks"              |
| 4 de julho      | BoA8º, 9º, 10º      | "My Name"                |
| 11 de julho     | BoA8º, 9º, 10º      | "My Name"                |
| 18 de julho     | BoA8º, 9º, 10º      | "My Name"                |
| 25 de julho     | Tim1º               | "I Said Thanks..."       |
| 1 de agosto     | Lyn1º               | "Used to Love"           |
| 8 de agosto     | SE7EN3º, 4º         | "Passion"                |
| 15 de agosto    | SE7EN3º, 4º         | "Passion"                |
| 22 de agosto    | Lee Seung-gi1º      | "Because You're My Girl" |
| 29 de agosto    | SE7EN5º             | "Passion"                |
| 5 de setembro   | TVXQ4º              | "The Way U Are"          |
| 12 de setembro  | BoA11º, 12º         | "Spark"                  |
| 19 de setembro  | BoA11º, 12º         | "Spark"                  |
| 26 de setembro  | Kim Jong-kook1º, 2º | "One Man"                |
| 3 de outubro    | Kim Jong-kook1º, 2º | "One Man"                |
| 10 de outubro   | Shinhwa15º, 16º     | "Brand New"              |
| 17 de outubro   | Shinhwa15º, 16º     | "Brand New"              |
| 24 de outubro   | Sem Show            | Sem Show                 |
| 31 de outubro   | Gummy1º             | "Loss of Memory"         |
| 7 de novembro   | Rain5º              | "It's Raining"           |
| 14 de novembro  | Sem Show            | Sem Show                 |
| 21 de novembro  | Rain6º, 7º          | "It's Raining"           |
| 28 de novembro  | Rain6º, 7º          | "It's Raining"           |
| 5 de dezembro   | TVXQ5º              | "I Believe"              |
| 12 de dezembro  | Shinhwa17º, 18º     | "Crazy"                  |
| 19 de dezembro  | Shinhwa17º, 18º     | "Crazy"                  |
| 26 de dezembro  | Rain8º              | "I Do"                   |

 2005 
| Data            | Artista                 | Canção                             |
| --------------- | ----------------------- | ---------------------------------- |
| 2 de janeiro    | TVXQ6º                  | "Tri-angle"                        |
| 9 de janeiro    | g.o.d20º, 21º           | "An Ordinary Day"                  |
| 16 de janeiro   | g.o.d20º, 21º           | "An Ordinary Day"                  |
| 23 de janeiro   | M.C. the MAX6º          | "Don't Say You're Happy"           |
| 30 de janeiro   | g.o.d22º, 23º, 24º      | "The Reason Why Opposites Attract" |
| 6 de fevereiro  | g.o.d22º, 23º, 24º      | "The Reason Why Opposites Attract" |
| 13 de fevereiro | g.o.d22º, 23º, 24º      | "The Reason Why Opposites Attract" |
| 20 de fevereiro | Tei4º, 5º, 6º           | "Love Is... only one"              |
| 27 de fevereiro | Tei4º, 5º, 6º           | "Love Is... only one"              |
| 6 de março      | Tei4º, 5º, 6º           | "Love Is... only one"              |
| 13 de março     | M.C. the MAX7º          | "A Name Called Leave"              |
| 20 de março     | Jo Sung-mo7º            | "Mr.Flower"                        |
| 27 de março     | Buzz1º                  | "Coward"                           |
| 3 de abril      | Jo Sung-mo8º, 9º        | "Mr.Flower"                        |
| 10 de abril     | Jo Sung-mo8º, 9º        | "Mr.Flower"                        |
| 17 de abril     | Buzz2º, 3º              | "Coward"                           |
| 24 de abril     | Buzz2º, 3º              | "Coward"                           |
| 1 de maio       | Jewelry1º, 2º           | "Superstar"                        |
| 8 de maio       | Jewelry1º, 2º           | "Superstar"                        |
| 15 de maio      | SG Wannabe1º, 2º        | "Sin & Punishment"                 |
| 22 de maio      | SG Wannabe1º, 2º        | "Sin & Punishment"                 |
| 29 de maio      | Sung Si-kyung3º         | "Take Care"                        |
| 5 de junho      | Shin Hye-sung1º, 2º     | "Same Thought"                     |
| 12 de junho     | Shin Hye-sung1º, 2º     | "Same Thought"                     |
| 19 de junho     | MC Mong3º               | "Invincible"                       |
| 26 de junho     | Yoon Do-hyun1º          | "I Think I Loved You"              |
| 3 de julho      | MC Mong4º               | "Invincible"                       |
| 10 de julho     | Sem Show                | Sem Show                           |
| 17 de julho     | BoA13º, 14º, 15º        | "Girls on Top"                     |
| 24 de julho     | BoA13º, 14º, 15º        | "Girls on Top"                     |
| 31 de julho     | BoA13º, 14º, 15º        | "Girls on Top"                     |
| 7 de agosto     | Kim Jong-kook3º, 4º, 5º | "Walking in the Same Place"        |
| 14 de agosto    | Kim Jong-kook3º, 4º, 5º | "Walking in the Same Place"        |
| 21 de agosto    | Kim Jong-kook3º, 4º, 5º | "Walking in the Same Place"        |
| 28 de agosto    | MC Mong5º, 6º           | "I Love U Oh Thank U"              |
| 4 de setembro   | MC Mong5º, 6º           | "I Love U Oh Thank U"              |
| 11 de setembro  | Kim Jong-kook6º         | "Lovely"                           |
| 18 de setembro  | Sem Show                | Sem Show                           |
| 25 de setembro  | Kim Jong-kook7º, 8º     | "Lovely"                           |
| 2 de outubro    | Kim Jong-kook7º, 8º     | "Lovely"                           |
| 9 de outubro    | TVXQ7º, 8º, 9º          | "Rising Sun"                       |
| 16 de outubro   | TVXQ7º, 8º, 9º          | "Rising Sun"                       |
| 23 de outubro   | TVXQ7º, 8º, 9º          | "Rising Sun"                       |
| 30 de outubro   | Wheesung6º, 7º          | "Good Bye Luv"                     |
| 6 de novembro   | Wheesung6º, 7º          | "Good Bye Luv"                     |
| 13 de novembro  | Sem Show                | Sem Show                           |
| 20 de novembro  | Lee Min-woo1º           | "Girl Friend"                      |
| 27 de novembro  | Epik High1º             | "Fly"                              |
| 4 de dezembro   | g.o.d25º                | "2♡"                               |
| 11 de dezembro  | Wheesung8º              | "A Year Gone"                      |
| 18 de dezembro  | LeeSSang1º, 2º          | "I'm Not Really Laughing"          |
| 25 de dezembro  | LeeSSang1º, 2º          | "I'm Not Really Laughing"          |

 2006 
| Data            | Artista                  | Canção                     |
| --------------- | ------------------------ | -------------------------- |
| 1 de janeiro    | Sem Show                 | Sem Show                   |
| 8 de janeiro    | Tei7º                    | "Screaming I Miss You"     |
| 15 de janeiro   | M.C. the MAX8º, 9º       | "Love is Supposed to Hurt" |
| 22 de janeiro   | M.C. the MAX8º, 9º       | "Love is Supposed to Hurt" |
| 29 de janeiro   | Sem Show                 | Sem Show                   |
| 5 de fevereiro  | Fly to the Sky5º, 6º, 7º | "Like a Man"               |
| 12 de fevereiro | Fly to the Sky5º, 6º, 7º | "Like a Man"               |
| 19 de fevereiro | Fly to the Sky5º, 6º, 7º | "Like a Man"               |
| 26 de fevereiro | Lee Soo-young3º, 4º      | "Grace"                    |
| 5 de março      | Lee Soo-young3º, 4º      | "Grace"                    |
| 12 de março     | Lee Hyori4º, 5º          | "Get Ya"                   |
| 19 de março     | Lee Hyori4º, 5º          | "Get Ya"                   |
| 26 de março     | Sem Show                 | Sem Show                   |
| 2 de abril      | Lee Seung-gi2º           | "Words are Hard to Say"    |
| 9 de abril      | Fly to the Sky8º         | "Evasion"                  |
| 16 de abril     | SE7EN6º                  | "I Know"                   |
| 23 de abril     | SeeYa1º                  | "A Woman's Scent"          |
| 30 de abril     | SG Wannabe3º, 4º, 5º     | "Partner for Life"         |
| 7 de maio       | SG Wannabe3º, 4º, 5º     | "Partner for Life"         |
| 14 de maio      | SG Wannabe3º, 4º, 5º     | "Partner for Life"         |
| 21 de maio      | Tony An1º                | "Yutzpracachia"            |
| 28 de maio      | Sem Show                 | Sem Show                   |
| 4 de junho      | Baek Ji-young4º          | "Don't Love"               |
| 11 de junho     | Shinhwa19º, 20º          | "Once in a Life Time"      |
| 18 de junho     | Shinhwa19º, 20º          | "Once in a Life Time"      |
| 25 de junho     | Super Junior1º           | "U"                        |
| 2 de julho      | Buzz4º                   | "Confusion About Men"      |
| 9 de julho      | Super Junior2º, 3º       | "U"                        |
| 16 de julho     | Super Junior2º, 3º       | "U"                        |
| 23 de julho     | SG Wannabe6º, 7º, 8º     | "I Loved You"              |
| 30 de julho     | SG Wannabe6º, 7º, 8º     | "I Loved You"              |
| 6 de agosto     | SG Wannabe6º, 7º, 8º     | "I Loved You"              |
| 13 de agosto    | Psy4º                    | "Entertainer"              |
| 20 de agosto    | Super Junior4º           | "Dancing Out"              |
| 27 de agosto    | Turtles1º, 2º            | "Airplane"                 |
| 3 de setembro   | Turtles1º, 2º            | "Airplane"                 |
| 10 de setembro  | Psy5º, 6º                | "Entertainer"              |
| 17 de setembro  | Psy5º, 6º                | "Entertainer"              |
| 24 de setembro  | Zhang Liyin1º            | "Timeless"                 |
| 1 de outubro    | Lee Seung-gi3º           | "Please"                   |
| 8 de outubro    | Sem Show                 | Sem Show                   |
| 15 de outubro   | TVXQ10º                  | ""O"-Jung.Ban.Hap."        |
| 22 de outubro   | Sem Show                 | Sem Show                   |
| 29 de outubro   | TVXQ11º, 12º             | ""O"-Jung.Ban.Hap."        |
| 5 de novembro   | TVXQ11º, 12º             | ""O"-Jung.Ban.Hap."        |
| 12 de novembro  | Sem Show                 | Sem Show                   |
| 19 de novembro  | MC Mong7º                | "Ice Cream"                |
| 26 de novembro  | Eru1º                    | "Black Glasses"            |
| 3 de dezembro   | Sung Si-kyung4º          | "On The Street"            |
| 10 de dezembro  | SE7EN7º                  | "La La La"                 |
| 17 de dezembro  | Jun Jin1º                | "Love Doesn't Come"        |
| 24 de dezembro  | Jang Woo-hyuk1º          | "One Way"                  |
| 31 de dezembro  | Sem Show                 | Sem Show                   |

 2007 
|   | Triple Crown                |
| — | Nenhum programa foi exibido |

| Episódio | Data            | Artista                 | Canção                         |
| -------- | --------------- | ----------------------- | ------------------------------ |
| 423      | 7 de janeiro    | SS5011º                 | "4 Chance"                     |
| 424      | 14 de janeiro   | Son Hoyoung1º           | "Love Brings Separation"       |
| 425      | 21 de janeiro   | Brian Joo1º             | "Don't Go"                     |
| 426      | 28 de janeiro   | SS5012º, 3º             | "4 Chance"                     |
| 427      | 4 de fevereiro  | SS5012º, 3º             | "4 Chance"                     |
| 428      | 11 de fevereiro | Eru2º                   | "White Snow"                   |
| —        | 18 de fevereiro | Sem Show                | Sem Show                       |
| 429      | 25 de fevereiro | Eru3º                   | "White Snow"                   |
| 430      | 4 de março      | Epik High2º, 3º         | "Fan"                          |
| 431      | 11 de março     | Epik High2º, 3º         | "Fan"                          |
| 432      | 18 de março     | Lee Ki-chan4º           | "Angel"                        |
| —        | 25 de março     | Sem Show                | Sem Show                       |
| 433      | 1 de abril      | Ivy1º, 2º               | "Sonata of Temptation"         |
| 434      | 8 de abril      | Ivy1º, 2º               | "Sonata of Temptation"         |
| —        | 15 de abril     | Sem Show                | Sem Show                       |
| 435      | 22 de abril     | Ivy3º                   | "Sonata of Temptation"         |
| 436      | 29 de abril     | SG Wannabe9º, 10º, 11º  | "Arirang"                      |
| 437      | 6 de maio       | SG Wannabe9º, 10º, 11º  | "Arirang"                      |
| 438      | 13 de maio      | SG Wannabe9º, 10º, 11º  | "Arirang"                      |
| 439      | 20 de maio      | Younha1º                | "Secret Number 486"            |
| 440      | 27 de maio      | Ivy4º                   | "If You're Gonna Be Like This" |
| 441      | 3 de junho      | Younha2º                | "Secret Number 486"            |
| —        | 10 de junho     | Sem Show                | Sem Show                       |
| 442      | 17 de junho     | The Grace1º             | "One More Time, OK?"           |
| 443      | 24 de junho     | Yangpa1º, 2º, 3º        | "Love... What is it?"          |
| 444      | 1 de julho      | Yangpa1º, 2º, 3º        | "Love... What is it?"          |
| 445      | 8 de julho      | Yangpa1º, 2º, 3º        | "Love... What is it?"          |
| 446      | 15 de julho     | SeeYa2º                 | "Love's Greeting"              |
| 447      | 22 de julho     | LeeSSang3º              | "Ballerino"                    |
| 448      | 29 de julho     | F.T. Island1º, 2º, 3º   | "Love Sick"                    |
| 449      | 5 de agosto     | F.T. Island1º, 2º, 3º   | "Love Sick"                    |
| 450      | 12 de agosto    | F.T. Island1º, 2º, 3º   | "Love Sick"                    |
| 451      | 19 de agosto    | Fly to the Sky9º, 10º   | "My Angel"                     |
| 452      | 26 de agosto    | Fly to the Sky9º, 10º   | "My Angel"                     |
| 453      | 2 de setembro   | Kim Dong-wan1º          | "Handkerchief"                 |
| 454      | 9 de setembro   | Big Bang1º              | "Lies"                         |
| 455      | 16 de setembro  | Lee Seung-gi4º          | "White Lie"                    |
| —        | 23 de setembro  | Sem Show                | Sem Show                       |
| 456      | 30 de setembro  | Shin Hye-sung3º         | "First Person"                 |
| 457      | 7 de outubro    | Wheesung9º              | "Love is Delicious♡"           |
| —        | 14 de outubro   | Sem Show                | Sem Show                       |
| 458      | 21 de outubro   | Super Junior5º          | "Don't Don"                    |
| 459      | 28 de outubro   | Wonder Girls1º          | "Tell Me"                      |
| —        | 4 de novembro   | Sem Show                | Sem Show                       |
| 460      | 11 de novembro  | Wonder Girls2º, 3º      | "Tell Me"                      |
| 461      | 18 de novembro  | Wonder Girls2º, 3º      | "Tell Me"                      |
| 462      | 25 de novembro  | Girls' Generation1º, 2º | "Girls' Generation"            |
| 463      | 2 de dezembro   | Girls' Generation1º, 2º | "Girls' Generation"            |
| 464      | 9 de dezembro   | Park Jin-young4º        | "The House You Live In"        |
| 465      | 16 de dezembro  | Big Bang2º, 3º          | "Last Farewell"                |
| 466      | 23 de dezembro  | Big Bang2º, 3º          | "Last Farewell"                |
| —        | 30 de dezembro  | Sem Show                | Sem Show                       |

 2008 
|   | Triple Crown                |
| — | Nenhum programa foi exibido |

| Episódio | Data            | Artista                | Canção                       |
| -------- | --------------- | ---------------------- | ---------------------------- |
| 467      | 6 de janeiro    | F.T. Island4º          | "Until You Return"           |
| 468      | 13 de janeiro   | Big Bang4º             | "Last Farewell"              |
| 469      | 20 de janeiro   | SeeYa3º                | "Sad Footsteps"              |
| 470      | 27 de janeiro   | Haha3º                 | "You Are My Destiny"         |
| 471      | 3 de fevereiro  | Girls' Generation3º    | "Kissing You"                |
| —        | 10 de fevereiro | Sem Show               | Sem Show                     |
| 472      | 17 de fevereiro | Girls' Generation4º    | "Kissing You"                |
| 473      | 24 de fevereiro | Park Ji Heon1º         | "The Day I Miss You"         |
| 474      | 2 de março      | Brown Eyed Girls1º, 2º | "L.O.V.E."                   |
| 475      | 9 de março      | Brown Eyed Girls1º, 2º | "L.O.V.E."                   |
| 476      | 16 de março     | Jewelry3º, 4º, 5º      | "One More Time"              |
| 477      | 23 de março     | Jewelry3º, 4º, 5º      | "One More Time"              |
| 478      | 30 de março     | Jewelry3º, 4º, 5º      | "One More Time"              |
| 479      | 6 de abril      | Gummy2º, 3º            | "I'm Sorry"                  |
| 480      | 13 de abril     | Gummy2º, 3º            | "I'm Sorry"                  |
| 481      | 20 de abril     | SS5014º                | "Deja Vu"                    |
| 482      | 27 de abril     | Nell1º                 | "Walking Through Memories"   |
| 483      | 4 de maio       | Davichi1º              | "Sad Promise"                |
| 484      | 11 de maio      | Epik High4º, 5º        | "One"                        |
| 485      | 18 de maio      | Epik High4º, 5º        | "One"                        |
| 486      | 25 de maio      | MC Mong8º              | Circus                       |
| 487      | 1 de junho      | SG Wannabe12º          | "La La La"                   |
| —        | 8 de junho      | Sem Show               | Sem Show                     |
| 488      | 15 de junho     | Wonder Girls4º, 5º, 6º | "So Hot"                     |
| 489      | 22 de junho     | Wonder Girls4º, 5º, 6º | "So Hot"                     |
| 490      | 29 de junho     | Wonder Girls4º, 5º, 6º | "So Hot"                     |
| 491      | 6 de julho      | Taeyang1º, 2º, 3º      | "Only Look at Me"            |
| 492      | 13 de julho     | Taeyang1º, 2º, 3º      | "Only Look at Me"            |
| 493      | 20 de julho     | Taeyang1º, 2º, 3º      | "Only Look at Me"            |
| 494      | 27 de julho     | Lee Hyori6º, 7º, 8º    | "U-Go-Girl"                  |
| 495      | 3 de agosto     | Lee Hyori6º, 7º, 8º    | "U-Go-Girl"                  |
| 496      | 10 de agosto    | Lee Hyori6º, 7º, 8º    | "U-Go-Girl"                  |
| 497      | 17 de agosto    | Davichi2º              | "Love and War"               |
| 498      | 24 de agosto    | Big Bang5º, 6º, 7º     | "Haru Haru"                  |
| 499      | 31 de agosto    | Big Bang5º, 6º, 7º     | "Haru Haru"                  |
| 500      | 7 de setembro   | Big Bang5º, 6º, 7º     | "Haru Haru"                  |
| —        | 14 de setembro  | Sem Show               | Sem Show                     |
| 501      | 21 de setembro  | Shinee1º               | "Love Like Oxygen"           |
| 502      | 28 de setembro  | Lee Hyori9º, 10º       | "Hey Mr.Big"                 |
| 503      | 5 de outubro    | Lee Hyori9º, 10º       | "Hey Mr.Big"                 |
| 504      | 12 de outubro   | TVXQ13º, 14º, 15º      | "Mirotic"                    |
| 505      | 19 de outubro   | TVXQ13º, 14º, 15º      | "Mirotic"                    |
| 506      | 26 de outubro   | TVXQ13º, 14º, 15º      | "Mirotic"                    |
| 507      | 2 de novembro   | Rain9º, 10º, 11º       | "Rainism"                    |
| 508      | 9 de novembro   | Rain9º, 10º, 11º       | "Rainism"                    |
| 509      | 16 de novembro  | Rain9º, 10º, 11º       | "Rainism"                    |
| 510      | 23 de novembro  | Kim Jong-kook10º       | "Today More Than Yesterday"  |
| 511      | 30 de novembro  | Big Bang8º, 9º, 10º    | "Sunset Glow"                |
| 512      | 7 de dezembro   | Big Bang8º, 9º, 10º    | "Sunset Glow"                |
| 513      | 14 de dezembro  | Big Bang8º, 9º, 10º    | "Sunset Glow"                |
| 514      | 21 de dezembro  | Baek Ji-young5º        | "Like Being Hit by a Bullet" |
| —        | 28 de dezembro  | Sem Show               | Sem Show                     |

 2009 
|   | Triple Crown                |
| — | Nenhum programa foi exibido |

| Episódio | Data            | Artista                 | Canção                       |
| -------- | --------------- | ----------------------- | ---------------------------- |
| —        | 4 de janeiro    | Baek Ji-young6º         | "Like Being Hit by a Bullet" |
| 515      | 11 de janeiro   | SS5015º                 | "U R Man"                    |
| 516      | 18 de janeiro   | Girls' Generation5º     | Gee                          |
| —        | 25 de janeiro   | Sem Show                | Sem Show                     |
| 517      | 1 de fevereiro  | Girls' Generation6º, 7º | Gee                          |
| 518      | 8 de fevereiro  | Girls' Generation6º, 7º | Gee                          |
| 519      | 15 de fevereiro | Seungri1º, 2º, 3º       | "Strong Baby"                |
| 520      | 22 de fevereiro | Seungri1º, 2º, 3º       | "Strong Baby"                |
| 521      | 1 de março      | Seungri1º, 2º, 3º       | "Strong Baby"                |
| 522      | 8 de março      | Kara1º                  | "Honey"                      |
| 523      | 15 de março     | Davichi3º, 4º           | "8282"                       |
| 524      | 22 de março     | Davichi3º, 4º           | "8282"                       |
| 525      | 29 de março     | Super Junior6º, 7º, 8º  | "Sorry, Sorry"               |
| 526      | 5 de abril      | Super Junior6º, 7º, 8º  | "Sorry, Sorry"               |
| 527      | 12 de abril     | Super Junior6º, 7º, 8º  | "Sorry, Sorry"               |
| 528      | 19 de abril     | Son Dam-bi1º, 2º, 3º    | "On Saturday Night"          |
| 529      | 26 de abril     | Son Dam-bi1º, 2º, 3º    | "On Saturday Night"          |
| 530      | 3 de maio       | Son Dam-bi1º, 2º, 3º    | "On Saturday Night"          |
| 531      | 10 de maio      | 2PM1º, 2º, 3º           | "Again & Again"              |
| 532      | 17 de maio      | 2PM1º, 2º, 3º           | "Again & Again"              |
| —        | 24 de maio      | 2PM1º, 2º, 3º           | "Again & Again"              |
| 533      | 31 de maio      | SG Wannabe13º           | "I Love You"                 |
| 534      | 7 de junho      | Super Junior9º          | "It's You"                   |
| 535      | 14 de junho     | 2NE11º, 2º              | "Fire"                       |
| 536      | 21 de junho     | 2NE11º, 2º              | "Fire"                       |
| 537      | 28 de junho     | Shinee2º, 3º            | "Juliette"                   |
| 538      | 5 de julho      | Shinee2º, 3º            | "Juliette"                   |
| 539      | 12 de julho     | Girls' Generation8º, 9º | "Tell Me Your Wish (Genie)"  |
| 540      | 19 de julho     | Girls' Generation8º, 9º | "Tell Me Your Wish (Genie)"  |
| 541      | 26 de julho     | 2NE13º, 4º, 5º          | "I Don't Care"               |
| 542      | 2 de agosto     | 2NE13º, 4º, 5º          | "I Don't Care"               |
| 543      | 9 de agosto     | 2NE13º, 4º, 5º          | "I Don't Care"               |
| 544      | 16 de agosto    | Brown Eyed Girls3º, 4º  | "Abracadabra"                |
| —        | 23 de agosto    | Brown Eyed Girls3º, 4º  | "Abracadabra"                |
| 545      | 30 de agosto    | Kara2º                  | "Wanna"                      |
| 546      | 6 de setembro   | G-Dragon1º, 2º, 3º      | "Heartbreaker"               |
| 547      | 13 de setembro  | G-Dragon1º, 2º, 3º      | "Heartbreaker"               |
| 548      | 20 de setembro  | G-Dragon1º, 2º, 3º      | "Heartbreaker"               |
| 549      | 27 de setembro  | 4Minute1º               | "Muzik"                      |
| —        | 4 de outubro    | Lee Seung-gi5º, 6º      | "Let's Break Up"             |
| —        | 11 de outubro   | Lee Seung-gi5º, 6º      | "Let's Break Up"             |
| 550      | 18 de outubro   | Kim Tae-woo1º, 2º       | "Love Rain"                  |
| 551      | 25 de outubro   | Kim Tae-woo1º, 2º       | "Love Rain"                  |
| 552      | 1 de novembro   | Shinee4º, 5º, 6º        | "Ring Ding Dong"             |
| 553      | 8 de novembro   | Shinee4º, 5º, 6º        | "Ring Ding Dong"             |
| 554      | 15 de novembro  | Shinee4º, 5º, 6º        | "Ring Ding Dong"             |
| —        | 22 de novembro  | SS5016º                 | "Love Like This"             |
| 555      | 29 de novembro  | 2PM4º, 5º, 6º           | "Heartbeat"                  |
| 556      | 6 de dezembro   | 2PM4º, 5º, 6º           | "Heartbeat"                  |
| 557      | 13 de dezembro  | 2PM4º, 5º, 6º           | "Heartbeat"                  |
| 558      | 20 de dezembro  | After School1º, 2º      | "Because of You"             |
| —        | 27 de dezembro  | After School1º, 2º      | "Because of You"             |

 2010 
|   | Triple Crown                |
| — | Nenhum programa foi exibido |

| Episódio | Data            | Artista                        | Canção                           |
| -------- | --------------- | ------------------------------ | -------------------------------- |
| 559      | 3 de janeiro    | T-ara1º, 2º, 3º                | "Bo Peep Bo Peep"                |
| 560      | 10 de janeiro   | T-ara1º, 2º, 3º                | "Bo Peep Bo Peep"                |
| 561      | 17 de janeiro   | T-ara1º, 2º, 3º                | "Bo Peep Bo Peep"                |
| 562      | 24 de janeiro   | After School3º                 | "Because of You"                 |
| 563      | 31 de janeiro   | CNBLUE1º                       | "I'm A Loner"                    |
| 564      | 7 de fevereiro  | 2AM1º                          | "Can't Let You Go Even If I Die" |
| 565      | 14 de fevereiro | Girls' Generation10º, 11º, 12º | "Oh!"                            |
| 566      | 21 de fevereiro | Girls' Generation10º, 11º, 12º | "Oh!"                            |
| 567      | 28 de fevereiro | Girls' Generation10º, 11º, 12º | "Oh!"                            |
| 568      | 7 de março      | 2AM2º                          | "Can't Let Go Even If I Die"     |
| 569      | 14 de março     | Kara3º                         | "Lupin"                          |
| 570      | 21 de março     | T-ara4º, 5º                    | "Crazy Because Of You"           |
| —        | 28 de março     | T-ara4º, 5º                    | "Crazy Because Of You"           |
| —        | 4 de abril      | Girls' Generation14º           | Run Devil Run                    |
| 571      | 11 de abril     | Girls' Generation14º           | Run Devil Run                    |
| —        | 18 de abril     | Rain10º                        | "Love Song"                      |
| —        | 25 de abril     | Lee Hyori11º, 12º, 13º         | "Chitty Chitty Bang Bang"        |
| 572      | 2 de maio       | Lee Hyori11º, 12º, 13º         | "Chitty Chitty Bang Bang"        |
| 573      | 9 de maio       | Lee Hyori11º, 12º, 13º         | "Chitty Chitty Bang Bang"        |
| 574      | 16 de maio      | 2PM7º, 8º                      | "Without You"                    |
| 575      | 23 de maio      | 2PM7º, 8º                      | "Without You"                    |
| —        | 30 de maio      | Super Junior10º, 11º, 12º      | "Bonamana"                       |
| —        | 6 de junho      | Super Junior10º, 11º, 12º      | "Bonamana"                       |
| 576      | 13 de junho     | Super Junior10º, 11º, 12º      | "Bonamana"                       |
| 577      | 20 de junho     | CNBLUE2º                       | "Love"                           |
| 578      | 27 de junho     | IU1º                           | "Nagging"                        |
| 579      | 4 de julho      | CNBLUE3º                       | "Love"                           |
| 580      | 11 de julho     | Super Junior13º                | "No Other"                       |
| 581      | 18 de julho     | Taeyang4º, 5º                  | "I Need a Girl"                  |
| 582      | 25 de julho     | Taeyang4º, 5º                  | "I Need a Girl"                  |
| 583      | 1 de agosto     | Miss A1º                       | "Bad Girl Good Girl"             |
| 584      | 8 de agosto     | Shinee7º, 8º                   | "Lucifer"                        |
| 585      | 15 de agosto    | Shinee7º, 8º                   | "Lucifer"                        |
| 586      | 22 de agosto    | BoA16º, 17º                    | "Hurricane Venus"                |
| 587      | 29 de agosto    | BoA16º, 17º                    | "Hurricane Venus"                |
| 588      | 5 de setembro   | F.T. Island5º, 6º              | "Love Love Love"                 |
| 589      | 12 de setembro  | F.T. Island5º, 6º              | "Love Love Love"                 |
| —        | 19 de setembro  | 2NE17º, 8º, 9º, 10º            | "Can't Nobody"                   |
| 590      | 26 de setembro  | 2NE17º, 8º, 9º, 10º            | "Can't Nobody"                   |
| 591      | 3 de outubro    | 2NE17º, 8º, 9º, 10º            | "Can't Nobody"                   |
| —        | 10 de outubro   | 2NE17º, 8º, 9º, 10º            | "Go Away"                        |
| 592      | 17 de outubro   | Shinee9º                       | "Hello"                          |
| 593      | 24 de outubro   | 2PM9º                          | "I'll Be Back"                   |
| 594      | 31 de outubro   | Gain1º                         | "Irreversible"                   |
| 595      | 7 de novembro   | Girls' Generation15º           | "Hoot"                           |
| —        | 14 de novembro  | 2AM3º                          | "You Wouldn't Anwer My Calls"    |
| 597      | 21 de novembro  | Girls' Generation16º, 17º      | "Hoot"                           |
| 598      | 28 de novembro  | Girls' Generation16º, 17º      | "Hoot"                           |
| 599      | 5 de dezembro   | Beast1º                        | "Beautiful"                      |
| 600      | 12 de dezembro  | Kara4º                         | "Jumping"                        |
| 601      | 19 de dezembro  | IU2º, 3º                       | "Good Day"                       |
| 602      | 26 de dezembro  | IU2º, 3º                       | "Good Day"                       |

 2011 
|   | Triple Crown                |
| — | Nenhum programa foi exibido |

| Episódio | Data            | Artista                        | Canção                |
| -------- | --------------- | ------------------------------ | --------------------- |
| —        | 2 de janeiro    | IU4º                           | "Good Day"            |
| 603      | 9 de janeiro    | GD&TOP1º                       | "High High"           |
| 604      | 16 de janeiro   | TVXQ16º, 17º, 18º              | "Keep Your Head Down" |
| 605      | 23 de janeiro   | TVXQ16º, 17º, 18º              | "Keep Your Head Down" |
| 606      | 30 de janeiro   | TVXQ16º, 17º, 18º              | "Keep Your Head Down" |
| 607      | 6 de fevereiro  | Seungri4º, 5º                  | "What Can I Do"       |
| 608      | 13 de fevereiro | Seungri4º, 5º                  | "What Can I Do"       |
| 609      | 20 de fevereiro | Secret1º                       | "Shy Boy"             |
| 610      | 27 de fevereiro | G.NA1º                         | "Black & White"       |
| 611      | 6 de março      | Big Bang11º, 12º, 13º          | "Tonight"             |
| 612      | 13 de março     | Big Bang11º, 12º, 13º          | "Tonight"             |
| 613      | 20 de março     | Big Bang11º, 12º, 13º          | "Tonight"             |
| 614      | 27 de março     | TVXQ19º                        | "Before U Go"         |
| 615      | 3 de abril      | K.Will1º                       | "My Heart Is Beating" |
| 616      | 10 de abril     | CNBLUE4º                       | "Intuition"           |
| 617      | 17 de abril     | Big Bang14º, 15º, 16º          | "Love Song"           |
| 618      | 24 de abril     | Big Bang14º, 15º, 16º          | "Love Song"           |
| 619      | 1 de maio       | Big Bang14º, 15º, 16º          | "Love Song"           |
| 620      | 8 de maio       | f(x)1º, 2º, 3º                 | "Pinocchio (Danger)"  |
| 621      | 15 de maio      | f(x)1º, 2º, 3º                 | "Pinocchio (Danger)"  |
| 622      | 22 de maio      | f(x)1º, 2º, 3º                 | "Pinocchio (Danger)"  |
| 623      | 29 de maio      | 2NE110º                        | "Lonely"              |
| 624      | 5 de junho      | Beast2º, 3º                    | "Fiction"             |
| 625      | 12 de junho     | Beast2º, 3º                    | "Fiction"             |
| 626      | 19 de junho     | Secret2º                       | "Starlight Moonlight" |
| 627      | 26 de junho     | f(x)4º                         | "Hot Summer"          |
| 628      | 3 de julho      | 2PM10º, 11º                    | "Hands Up"            |
| 629      | 10 de julho     | 2PM10º, 11º                    | "Hands Up"            |
| 630      | 17 de julho     | 2NE111º                        | "I Am the Best"       |
| 631      | 24 de julho     | T-ara6º                        | "Roly-Poly"           |
| 632      | 31 de julho     | Miss A2º                       | "Good-bye Baby"       |
| 633      | 7 de agosto     | 2NE112º, 13º                   | "Ugly"                |
| 634      | 14 de agosto    | 2NE112º, 13º                   | "Ugly"                |
| 635      | 21 de agosto    | Super Junior14º, 15º, 16º      | "Mr. Simple"          |
| 636      | 28 de agosto    | Super Junior14º, 15º, 16º      | "Mr. Simple"          |
| 637      | 4 de setembro   | Super Junior14º, 15º, 16º      | "Mr. Simple"          |
| 638      | 11 de setembro  | Sistar1º                       | "So Cool"             |
| 639      | 18 de setembro  | Davichi5º                      | "Don't Say Goodbye"   |
| 640      | 25 de setembro  | Kara5º                         | "Step"                |
| 641      | 2 de outubro    | Davichi6º                      | "Don't Say Goodbye"   |
| 642      | 9 de outubro    | Infinite1º                     | "Paradise"            |
| 643      | 16 de outubro   | Brown Eyed Girls5º, 6º         | "Sixth Sense"         |
| 644      | 23 de outubro   | Brown Eyed Girls5º, 6º         | "Sixth Sense"         |
| 645      | 30 de outubro   | Girls' Generation18º, 19º, 20º | "The Boys"            |
| 646      | 6 de novembro   | Girls' Generation18º, 19º, 20º | "The Boys"            |
| 647      | 13 de novembro  | Girls' Generation18º, 19º, 20º | "The Boys"            |
| 648      | 20 de novembro  | Lee Seung-gi7º                 | "Aren't We Friends"   |
| 649      | 27 de novembro  | Wonder Girls7º, 8º, 9º         | "Be My Baby"          |
| 650      | 4 de dezembro   | Wonder Girls7º, 8º, 9º         | "Be My Baby"          |
| 651      | 11 de dezembro  | Wonder Girls7º, 8º, 9º         | "Be My Baby"          |
| 652      | 18 de dezembro  | IU5º, 6º                       | You and I             |
| 653      | 25 de dezembro  | IU5º, 6º                       | You and I             |

 2012 
|   | Triple Crown                |
| — | Nenhum programa foi exibido |

| Episódio    | Data            | Artista                         | Canção                   |
| ----------- | --------------- | ------------------------------- | ------------------------ |
| 654         | 1 de janeiro    | IU7º                            | "You and I"              |
| 655         | 8 de janeiro    | Trouble Maker1º                 | "Trouble Maker"          |
| 656         | 15 de janeiro   | T-ara7º, 8º, 9º                 | "Lovey-Dovey"            |
| 656 Parte 1 | 22 de janeiro   | T-ara7º, 8º, 9º                 | "Lovey-Dovey"            |
| 657         | 29 de janeiro   | T-ara7º, 8º, 9º                 | "Lovey-Dovey"            |
| 658         | 5 de fevereiro  | Teen Top1º                      | "Going Crazy"            |
| 659         | 12 de fevereiro | SE7EN8º, 9º                     | "When I Can't Sing"      |
| 660         | 19 de fevereiro | SE7EN8º, 9º                     | "When I Can't Sing"      |
| 661         | 26 de fevereiro | F.T. Island7º                   | "Severely"               |
| 662         | 4 de março      | Miss A3º                        | "Touch"                  |
| 663         | 11 de março     | Big Bang17º, 18º, 19º           | "Blue"                   |
| 664         | 18 de março     | Big Bang17º, 18º, 19º           | "Blue"                   |
| 665         | 25 de março     | Big Bang17º, 18º, 19º           | "Blue"                   |
| 666         | 1 de abril      | Shinee10º, 11º, 12º             | "Sherlock (Clue + Note)" |
| 667         | 8 de abril      | Shinee10º, 11º, 12º             | "Sherlock (Clue + Note)" |
| 668         | 15 de abril     | Shinee10º, 11º, 12º             | "Sherlock (Clue + Note)" |
| 669         | 22 de abril     | CNBLUE                          | "Hey You"                |
| 670         | 29 de abril     | Sistar2º, 3º                    | "Alone"                  |
| 671         | 6 de maio       | Sistar2º, 3º                    | "Alone"                  |
| 672         | 13 de maio      | Girls' Generation-TTS1º, 2º, 3º | "Twinkle                 |
| 673         | 20 de maio      | Girls' Generation-TTS1º, 2º, 3º | "Twinkle                 |
| 674         | 27 de maio      | Girls' Generation-TTS1º, 2º, 3º | "Twinkle                 |
| 675         | 3 de junho      | Infinite2º, 3º                  | "The Chaser"             |
| 676         | 10 de junho     | Infinite2º, 3º                  | "The Chaser"             |
| 677         | 17 de junho     | Wonder Girls10º, 11º            | "Like This"              |
| 678         | 24 de junho     | Wonder Girls10º, 11º            | "Like This"              |
| 679         | 1 de julho      | f(x)5º, 6º                      | "Electric Shock"         |
| 680         | 8 de julho      | f(x)5º, 6º                      | "Electric Shock"         |

### Inkigayo Q
Espectadores podem pedir ao determinado artista da semana uma pergunta através do aplicativo móvel da SBS, Soty. Durante o segmento, algumas perguntas selecionadas são feitas e os usuários das mesmas recebiam um prêmio pela sua participação. Esse quadro começou em 17 de fevereiro de 2013.

### Inkigayo Showcase
Este segmento foi criado para mostrar artistas indies talentosos e artistas novatos na indústria que são difíceis de se verem na televisão semanalmente. O segmento foi criado juntamente com o Inkigayo Chart em 17 de março de 2013.

### Inkigayo Chart
Depois de acabarem com o Take 7 no meio de 2012, um novo sistema de ranking foi elaborado para o programa em 17 de março de 2013. O quadro apresenta como metodologia cinco canções para o público votar (como no antigo sistema) através do aplicativo móvel da SBS, Soty, combinando-se com o Digital Song Chart e com o Offline Album Chart, o programa entrou em colaboração com a Gaon Chart, a principal tabela musical sul-coreana, para criarem o Inkigayo Chart.
Atualmente, o ranking é calculado combinando os pontos de vendas digitais (55%), SNS contabilizado pelas visualizações do YouTube (35%), vendas de álbuns (5%) contabilizado pelo Gaon Album Chart, votação antecipada dos espectadores contabilizada e feita pela MelOn. Os três principais artistas são nomeados para aos candidatos ao primeiro lugar, onde são somados aos pontos da votação ao vivo (10%) para determinar o primeiro lugar, que posteriormente é nomeado como Artista da Semana.
| Período                                        | Metodologia |
| ---------------------------------------------- | --- |
| 17 de março de 2013                            | Vendas digitais (50%), SNS (30%), votação antecipada dos espectadores (20%), votação ao vivo (20%; somente para os candidatos ao primeiro lugar)                       |
| 24 de março de 2013 – 1 de fevereiro de 2015   | Vendas digitais (60%), SNS (35%), votação antecipada dos espectadores (5%), votação ao vivo (10%; somente para os candidatos ao primeiro lugar)                        |
| 8 de fevereiro de 2015 – 29 de janeiro de 2017 | Vendas digitais (55%), SNS (35%), vendas de álbuns (5%), votação antecipada dos espectadores (5%), votação ao vivo (10%; somente para os candidatos ao primeiro lugar) |
| 5 de fevereiro de 2017 – 28 de maio de 2017    | Vendas digitais (55%), SNS (35%), vendas de álbuns (5%), votação antecipada dos espectadores (5%)                                                                      |
| 4 de junho de 2017 – presente                  | Vendas digitais (55%), SNS (35%), vendas de álbuns (5%), votação antecipada dos espectadores (5%), On-Air (10%)                                                        |

## 2013-2021
2013 
|   | Triple Crown                |
|   | Maior pontuação de 2013     |
| — | Nenhum programa foi exibido |

| Episódio    | Data           | Artista                                       | Canção                                        | Pontuação                                     |
| ----------- | -------------- | --------------------------------------------- | --------------------------------------------- | --------------------------------------------- |
| 713         | 17 de março    | SHINee13º                                     | "Dream Girl"                                  | 9,224                                         |
| 714         | 24 de março    | Lee Hi1º                                      | "It's Over"                                   | 9,126                                         |
| 715         | 31 de março    | Infinite4º, 5º                                | "Man In Love"                                 | 7,893                                         |
| 716         | 7 de abril     | Infinite4º, 5º                                | "Man In Love"                                 | 8,291                                         |
| 717         | 14 de abril    | Lee Hi2º                                      | "Rose"                                        | 9,142                                         |
| 718         | 21 de abril    | PSY7º, 8º, 9º                                 | "Gentleman"                                   | 9,712                                         |
| 719         | 28 de abril    | PSY7º, 8º, 9º                                 | "Gentleman"                                   | 9,751                                         |
| 720         | 5 de maio      | PSY7º, 8º, 9º                                 | "Gentleman"                                   | 9,354                                         |
| 721         | 12 de maio     | Especial do Chungju World Rowing Championship | Especial do Chungju World Rowing Championship | Especial do Chungju World Rowing Championship |
| 722         | 19 de maio     | 4Minute2º, 3º                                 | "What's Your Name?"                           | 8,419                                         |
| 722 Parte 1 | 26 de maio     | 4Minute2º, 3º                                 | "What's Your Name?"                           | 10,230                                        |
| 723         | 2 de junho     | Lee Hyori14º                                  | "Bad Girls"                                   | 10,308                                        |
| 724         | 9 de junho     | CL1º                                          | "The Baddest Female"                          | 9,222                                         |
| 725         | 16 de junho    | EXO1º                                         | "Wolf"                                        | 7,876                                         |
| 726         | 23 de junho    | Sistar4º, 5º                                  | "Give It to Me"                               | 10,503                                        |
| 727         | 30 de junho    | Sistar4º, 5º                                  | "Give It to Me"                               | 10,554                                        |
| —           | 7 de julho     | Girl's Day1º                                  | "Female President"                            | 8,887                                         |
| 728         | 14 de julho    | Especial da metade do ano                     | Especial da metade do ano                     | Especial da metade do ano                     |
| 729         | 21 de julho    | 2NE114º                                       | "Falling In Love"                             | 10,260                                        |
| 730         | 28 de julho    | Infinite6º                                    | "Destiny"                                     | 9,771                                         |
| 731         | 4 de agosto    | Beast4º                                       | "Shadow"                                      | 9,149                                         |
| 732         | 11 de agosto   | f(x)7º                                        | "Rum Pum Pum Pum"                             | 9,674                                         |
| 733         | 18 de agosto   | EXO2º, 3º, 4º                                 | "Growl"                                       | 10,628                                        |
| 734         | 25 de agosto   | EXO2º, 3º, 4º                                 | "Growl"                                       | 9,518                                         |
| 735         | 1 de setembro  | EXO2º, 3º, 4º                                 | "Growl"                                       | 9,313                                         |
| 736         | 8 de setembro  | Teen Top2º                                    | "Rocking"                                     | 8,075                                         |
| 737         | 15 de setembro | G-Dragon4º, 5º, 6º                            | "Coup d'Etat"                                 | 7,437                                         |
| 738         | 22 de setembro | G-Dragon4º, 5º, 6º                            | "Crooked"                                     | 8,230                                         |
| 739         | 29 de setembro | G-Dragon4º, 5º, 6º                            | "Crooked"                                     | 8,123                                         |
| 740         | 6 de outubro   | Busker Busker1º                               | "Love, At First"                              | 8,163                                         |
| 741         | 13 de outubro  | Block B1º                                     | "Very Good"                                   | 8,069                                         |
| 742         | 20 de outubro  | IU8º                                          | "The Red Shoes"                               | 10,521                                        |
| 743         | 27 de outubro  | SHINee14º                                     | "Everybody"                                   | 10,735                                        |
| 744         | 3 de novembro  | K.Will2º                                      | "You Don't Know Love"                         | 9,609                                         |
| 745         | 10 de novembro | Trouble Maker2º                               | "Now"                                         | 11,000                                        |
| 746         | 17 de novembro | miss A4º                                      | "Hush"                                        | 8,559                                         |
| 747         | 24 de novembro | Taeyang6º                                     | "Ringa Linga"                                 | 8,023                                         |
| 748         | 1 de dezembro  | 2NE115º, 16º                                  | "Missing You"                                 | 9,858                                         |
| 749         | 8 de dezembro  | 2NE115º, 16º                                  | "Missing You"                                 | 9,773                                         |
| 750         | 15 de dezembro | EXO5º, 6º                                     | "Miracles in December"                        | 9,242                                         |
| 751         | 22 de dezembro | EXO5º, 6º                                     | "Miracles in December"                        | 10,302                                        |
| —           | 29 de dezembro | IU9º                                          | "Friday"                                      | 7,907                                         |

 2014 
|   | Triple Crown                |
|   | Maior pontuação de 2014     |
| — | Nenhum programa foi exibido |

| Episódio | Data            | Artista                   | Canção                                 | Pontuação               |
| -------- | --------------- | ------------------------- | -------------------------------------- | ----------------------- |
| 752      | 5 de janeiro    | IU                        | "Friday"10º                            | 8,228                   |
| 753      | 12 de janeiro   | Girl's Day2º              | "Something"                            | 8,955                   |
| 754      | 19 de janeiro   | TVXQ20º                   | "Something"                            | 9,901                   |
| 755      | 26 de janeiro   | B1A41º                    | "Lonely"                               | 9,294                   |
| 756      | 2 de fevereiro  | Girl's Day3º              | "Something"                            | 8,107                   |
| 757      | 9 de fevereiro  | AOA1º                     | "Miniskirt"                            | 8,661                   |
| 758      | 16 de fevereiro | B.A.P1º                   | "1004 (Angel)"                         | 7,584                   |
| 759      | 23 de fevereiro | Soyou1º & Junggigo1º      | "Some"                                 | 8,020                   |
| 760      | 2 de março      | Sunmi1º                   | "Full Moon"                            | 8,421                   |
| 761      | 9 de março      | Girls' Generation21º      | "Mr.Mr."                               | 10,974                  |
| 762      | 16 de março     | 2NE117º                   | "Come Back Home"                       | 9,398                   |
| 763      | 23 de março     | Girls' Generation22º      | "Mr.Mr."                               | 9,489                   |
| 764      | 30 de março     | 4Minute4º                 | "Whatcha Doin' Today"                  | 8,928                   |
| 765      | 6 de abril      | Park Hyo-shin3º           | "Wild Flower"                          | 7,754                   |
| 766      | 13 de abril     | Apink1º                   | "Mr. Chu"                              | 10,578                  |
| —        | 20 de abril     | Akdong Musician1º, 2º, 3º | "200%"                                 | 9,556                   |
| —        | 27 de abril     | Akdong Musician1º, 2º, 3º | "200%"                                 | 9,181                   |
| —        | 4 de maio       | Akdong Musician1º, 2º, 3º | "200%"                                 | 9,662                   |
| —        | 11 de maio      | High41º & IU11º           | "Not Spring, Love, or Cherry Blossoms" | 9,500                   |
| 767      | 18 de maio      | EXO-K1º, 2º, 3º           | "Overdose"                             | 10,258                  |
| 768      | 25 de maio      | EXO-K1º, 2º, 3º           | "Overdose"                             | 9,130                   |
| 769      | 1 de junho      | EXO-K1º, 2º, 3º           | "Overdose"                             | 7,080                   |
| 770      | 8 de junho      | VIXX1º                    | "Eternity"                             | 6,456                   |
| —        | 15 de junho     | Taeyang78ºº,              | "Eyes, Nose, Lips"                     | 9,665                   |
| 771      | 22 de junho     | Taeyang78ºº,              | "Eyes, Nose, Lips"                     | 9,199                   |
| 772      | 29 de junho     | Beast5º                   | "Good Luck"                            | 11,000                  |
| 773      | 6 de julho      | Taeyang9º                 | "Eyes, Nose, Lips"                     | 10,037                  |
| 774      | 13 de julho     | Beast6º                   | "Good Luck"                            | 8,037                   |
| 775      | 20 de julho     | f(x)8º                    | "Red Light"                            | 9,589                   |
| 776      | 27 de julho     | Girl's Day4º              | "Darling"                              | 9,817                   |
| 777      | 3 de agosto     | Sistar6º, 7º, 8º          | "Touch My Body"                        | 9,576                   |
| 778      | 10 de agosto    | Sistar6º, 7º, 8º          | "Touch My Body"                        | 8,933                   |
| 779      | 17 de agosto    | Sistar6º, 7º, 8º          | "Touch My Body"                        | 9,585                   |
| 780      | 24 de agosto    | Winner1º, 2º              | "Empty"                                | 10,695                  |
| 781      | 31 de agosto    | Winner1º, 2º              | "Empty"                                | 7,398                   |
| 782      | 7 de setembro   | Sistar                    | "I Swear"9º                            | 7,754                   |
| 783      | 14 de setembro  | Super Junior17º, 18º      | "Mamacita"                             | 8,208                   |
| 784      | 21 de setembro  | Super Junior17º, 18º      | "Mamacita"                             | 7,881                   |
| —        | 28 de setembro  | Girls' Generation-TTS4º   | "Holler"                               | 9,687                   |
| 785      | 5 de outubro    | Ailee1º                   | "Don't Touch Me"                       | 9,152                   |
| 786      | 12 de outubro   | Kim Dong Ryul1º           | "How I Am"                             | 9,682                   |
| 787      | 19 de outubro   | IU12º                     | "Sogyeokdong"                          | 8,732                   |
| 788      | 26 de outubro   | VIXX2º                    | "Error"                                | 8,756                   |
| 789      | 2 de novembro   | Beast7º                   | "12:30"                                | 10,206                  |
| 790      | 9 de novembro   | Beast7º                   | "12:30"                                | 10,277                  |
| 791      | 16 de novembro  | MC Mong9º                 | "Miss Me or Diss Me"                   | 9,569                   |
| 792      | 23 de novembro  | Hi Suhyun1º               | "I'm Different"                        | 8,786                   |
| 793      | 30 de novembro  | GD X Taeyang1º            | "Good Boy"                             | 7,667                   |
| 794      | 7 de dezembro   | Apink2º, 3º               | "Luv"                                  | 8,710                   |
| 795      | 14 de dezembro  | Apink2º, 3º               | "Luv"                                  | 7,915                   |
| —        | 21 de dezembro  | SBS Gayo Daejun de 2014   | SBS Gayo Daejun de 2014                | SBS Gayo Daejun de 2014 |
| 796      | 28 de dezembro  | Apink4º                   | "Luv"                                  | 8,382                   |

 2015 
|   | Triple Crown                |
|   | Maior pontuação de 2015     |
| — | Nenhum programa foi exibido |

| Episódio | Data            | Artista                        | Canção                   | Pontuação |
| -------- | --------------- | ------------------------------ | ------------------------ | --------- |
| 797      | 4 de janeiro    | GD X Taeyang2º                 | "Good Boy"               | 8,136     |
| 798      | 11 de janeiro   | EXID1º                         | "Up & Down"              | 8,346     |
| 799      | 18 de janeiro   | Jonghyun1º                     | "Déjà-Boo"               | 8,218     |
| 800      | 25 de janeiro   | Mad Clown1º                    | "Fire"                   | 9,286     |
| 801      | 1 de fevereiro  | Jung Yong-hwa1º                | "One Fine Day"           | 8,106     |
| 802      | 8 de fevereiro  | Infinite H1º                   | "Pretty"                 | 9,408     |
| 803      | 15 de fevereiro | Naul1º                         | "You From The Same Time" | 8,525     |
| —        | 22 de fevereiro | 4Minute5º, 6º                  | "Crazy"                  | 7,526     |
| 804      | 1 de março      | 4Minute5º, 6º                  | "Crazy"                  | 7,975     |
| 805      | 8 de março      | VIXX3º                         | "Love Equation"          | 9,632     |
| 806      | 15 de março     | Shinhwa21º, 22º                | "Sniper"                 | 7,708     |
| 807      | 22 de março     | Shinhwa21º, 22º                | "Sniper"                 | 7,902     |
| 808      | 29 de março     | Red Velvet1º                   | "Ice Cream Cake"         | 8,504     |
| 809      | 5 de abril      | EXO7º, 8º, 9º                  | "Call Me Baby"           | 10,000    |
| 810      | 12 de abril     | EXO7º, 8º, 9º                  | "Call Me Baby"           | 9,717     |
| 811      | 19 de abril     | EXO7º, 8º, 9º                  | "Call Me Baby"           | 10,051    |
| 812      | 26 de abril     | EXID2º, 3º                     | "Ah Yeah"                | 9,387     |
| 813      | 3 de maio       | EXID2º, 3º                     | "Ah Yeah"                | 9,333     |
| 814      | 10 de maio      | Big Bang20º, 21º, 22º          | "Loser"                  | 10,909    |
| 815      | 17 de maio      | Big Bang20º, 21º, 22º          | "Loser"                  | 10,594    |
| 816      | 24 de maio      | Big Bang20º, 21º, 22º          | "Loser"                  | 10,127    |
| 817      | 31 de maio      | SHINee15º, 16º                 | "View"                   | 9,741     |
| 818      | 7 de junho      | SHINee15º, 16º                 | "View"                   | 10,850    |
| 819      | 14 de junho     | Big Bang23º                    | "Bang Bang Bang"         | 9,029     |
| 820      | 21 de junho     | EXO10º                         | "Love Me Right"          | 9,308     |
| 821      | 28 de junho     | Big Bang24º                    | Bang Bang Bang           | 9,981     |
| 822      | 5 de julho      | Sistar10º                      | "Shake It"               | 9,583     |
| 823      | 12 de julho     | Big Bang25º                    | "Sober"                  | 9,189     |
| 824      | 19 de julho     | Girls' Generation23º, 24º      | "Party"                  | 10,229    |
| 825      | 26 de julho     | Girls' Generation23º, 24º      | "Party"                  | 8,481     |
| 826      | 2 de agosto     | Beast9º, 10º                   | "Gotta Go to Work"       | 7,470     |
| 827      | 9 de agosto     | Beast9º, 10º                   | "YeY"                    | 7,154     |
| 828      | 16 de agosto    | Big Bang26º, 27º               | Let's Not Fall in Love   | 9,000     |
| 829      | 23 de agosto    | Big Bang26º, 27º               | Let's Not Fall in Love   | 11,000    |
| 830      | 30 de agosto    | Girls' Generation25º, 26º, 27º | "Lion Heart"             | 9,561     |
| 831      | 6 de setembro   | Girls' Generation25º, 26º, 27º | "Lion Heart"             | 10,520    |
| 832      | 13 de setembro  | Girls' Generation25º, 26º, 27º | "Lion Heart"             | 10,372    |
| 833      | 20 de setembro  | Red Velvet2º                   | "Dumb Dumb"              | 10,651    |
| 834      | 27 de setembro  | iKON1º, 2º                     | "My Type"                | 9,273     |
| 835      | 4 de outubro    | iKON1º, 2º                     | "My Type"                | 9,160     |
| —        | 11 de outubro   | Im Chang-jung14º               | "Love Again"             | 6,437     |
| 836      | 18 de outubro   | Taeyeon1º, 2º                  | "I"                      | 10,140    |
| 837      | 25 de outubro   | Taeyeon1º, 2º                  | "I"                      | 8,454     |
| 838      | 1 de novembro   | IU13º, 14º                     | "Twenty-Three"           | 8,208     |
| 839      | 8 de novembro   | IU13º, 14º                     | "Twenty-Three"           | 9,514     |
| 840      | 15 de novembro  | Zico1º                         | "Boys and Girls"         | 7,777     |
| —        | 22 de novembro  | Taeyeon3º                      | "I"                      | 6,627     |
| 841      | 29 de novembro  | iKON3º                         | "Apology"                | 8,301     |
| 842      | 6 de dezembro   | EXID4º                         | "Hot Pink"               | 8,331     |
| 843      | 13 de dezembro  | PSY10º, 11º, 12º               | "Daddy"                  | 9,077     |
| 844      | 20 de dezembro  | PSY10º, 11º, 12º               | "Daddy"                  | 8,460     |
| —        | 27 de dezembro  | PSY10º, 11º, 12º               | "Daddy"                  | 6,382     |

 2016 
|   | Triple Crown                |
|   | Maior pontuação de 2016     |
| — | Nenhum programa foi exibido |

| Episódio | Data            | Artista                             | Canção                      | Pontuação |
| -------- | --------------- | ----------------------------------- | --------------------------- | --------- |
| 845      | 3 de janeiro    | Turbo6º                             | "Again"                     | 9,089     |
| 846      | 10 de janeiro   | Gary1º                              | "Lonely Night"              | 7,202     |
| 847      | 17 de janeiro   | Suzy1º, 2º, 3º & Baekhyun1º, 2º, 3º | "Dream"                     | 10,000    |
| 848      | 24 de janeiro   | Suzy1º, 2º, 3º & Baekhyun1º, 2º, 3º | "Dream"                     | 8,854     |
| 849      | 31 de janeiro   | Suzy1º, 2º, 3º & Baekhyun1º, 2º, 3º | "Dream"                     | 7,979     |
| —        | 7 de fevereiro  | GFriend1º                           | "Rough"                     | 8,881     |
| 850      | 14 de fevereiro | Taeyeon4º                           | "Rain"                      | 9,797     |
| 851      | 21 de fevereiro | GFriend2º, 3º                       | "Rough"                     | 9,386     |
| 852      | 28 de fevereiro | GFriend2º, 3º                       | "Rough"                     | 9,429     |
| 853      | 6 de março      | Mamamoo1º, 2º                       | "You're the Best"           | 9,433     |
| 854      | 13 de março     | Mamamoo1º, 2º                       | "You're the Best"           | 9,825     |
| 855      | 20 de março     | Lee Hi4º                            | "Breathe"                   | 9,194     |
| 856      | 27 de março     | Red Velvet3º                        | "One of These Nights"       | 9,495     |
| 857      | 3 de abril      | GOT71º                              | "Fly"                       | 8,938     |
| 858      | 10 de abril     | Block B2º                           | "A Few Years Later"         | 8,229     |
| 859      | 17 de abril     | 10cm1º                              | "What The Spring??"         | 7,660     |
| 860      | 24 de abril     | Block B3º                           | "Toy"                       | 10,324    |
| 861      | 1 de maio       | Jung Eun-ji1º                       | "Hopefully Sky"             | 9,334     |
| 862      | 8 de maio       | Twice1º                             | "Cheer Up"                  | 10,429    |
| 863      | 15 de maio      | BTS1º                               | "Fire"                      | 7,487     |
| 864      | 22 de maio      | Twice2º, 3º                         | "Cheer Up"                  | 9,631     |
| 865      | 29 de maio      | Twice2º, 3º                         | "Cheer Up"                  | 9,543     |
| 866      | 5 de junho      | Baek A-yeon1º                       | "So-So"                     | 7,118     |
| 867      | 12 de junho     | EXID5º                              | "L.I.E"                     | 7,208     |
| 868      | 19 de junho     | EXO11º, 12º                         | "Monster"                   | 11,000    |
| 869      | 26 de junho     | EXO11º, 12º                         | "Monster"                   | 9,430     |
| 870      | 3 de julho      | Sistar11º                           | "I Like That"               | 9,144     |
| 871      | 10 de julho     | Taeyeon5º                           | "Why"                       | 10,557    |
| 872      | 17 de julho     | Wonder Girls12º                     | "Why So Lonely"             | 9,501     |
| 873      | 24 de julho     | GFriend4º, 5º, 6º                   | "Navillera"                 | 10,328    |
| 874      | 31 de julho     | GFriend4º, 5º, 6º                   | "Navillera"                 | 10,156    |
| 875      | 7 de agosto     | GFriend4º, 5º, 6º                   | "Navillera"                 | 10,028    |
| 876      | 14 de agosto    | Hyuna1º                             | "How's This?"               | 7,575     |
| 877      | 21 de agosto    | Blackpink1º                         | "Whistle"                   | 9,030     |
| 878      | 28 de agosto    | EXO13º, 14º                         | "Lotto"                     | 10,122    |
| 879      | 4 de setembro   | EXO13º, 14º                         | "Lotto"                     | 7,733     |
| 880      | 11 de setembro  | Blackpink2º                         | Whistle                     | 7,126     |
| —        | 18 de setembro  | Im Chang-jung15º                    | "The Love That I Committed" | 6,727     |
| 881      | 25 de setembro  | Red Velvet4º                        | "Russian Roulette"          | 8,226     |
| 882      | 2 de outubro    | Infinite7º                          | "The Eye"                   | 7,744     |
| 883      | 9 de outubro    | GOT72º                              | "Hard Carry"                | 9,185     |
| 884      | 16 de outubro   | SHINee17º                           | "1 of 1"                    | 8,887     |
| 885      | 23 de outubro   | BTS2º                               | "Blood Sweat & Tears"       | 10,000    |
| 886      | 30 de outubro   | I.O.I1º                             | "Very Very Very"            | 8,893     |
| 887      | 6 de novembro   | Twice4º, 5º, 6º                     | "TT"                        | 9,782     |
| 888      | 13 de novembro  | Twice4º, 5º, 6º                     | "TT"                        | 9,978     |
| 889      | 20 de novembro  | Twice4º, 5º, 6º                     | "TT"                        | 10,256    |
| 890      | 27 de novembro  | Blackpink3º, 4º                     | "Playing with Fire"         | 9,083     |
| 891      | 4 de dezembro   | Blackpink3º, 4º                     | "Playing with Fire"         | 9,019     |
| 892      | 11 de dezembro  | Zico2º                              | "Bermuda Triangle"          | 7,582     |
| 893      | 18 de dezembro  | Heize1º                             | "Star"                      | 6,785     |
| —        | 25 de dezembro  | Big Bang28º                         | "Fxxk It"                   | 9,500     |

 2017 
|   | Triple Crown                |
|   | Maior pontuação de 2017     |
| — | Nenhum programa foi exibido |

| Episódio | Data            | Artista                | Canção                 | Pontuação |
| -------- | --------------- | ---------------------- | ---------------------- | --------- |
| 894      | 1 de janeiro    | Big Bang29º, 30º       | "Fxxk It"              | 10,186    |
| 895      | 8 de janeiro    | Big Bang29º, 30º       | "Fxxk It"              | 10,500    |
| 896      | 15 de janeiro   | Shinhwa23º, 24º        | "Touch"                | 7,378     |
| 897      | 22 de janeiro   | Shinhwa23º, 24º        | "Touch"                | 8,873     |
| —        | 29 de janeiro   | I.O.I2º                | "Downpour"             | 5,558     |
| 898      | 5 de fevereiro  | Dynamic Duo1º & Chen1º | "Nosedive"             | 6,703     |
| 899      | 12 de fevereiro | Red Velvet5º, 6º       | "Rookie"               | 8,075     |
| 900      | 19 de fevereiro | Red Velvet5º, 6º       | "Rookie"               | 8,901     |
| 901      | 26 de fevereiro | BTS3º                  | "Spring Day"           | 8,643     |
| 902      | 5 de março      | Twice7º, 8º, 9º        | "Knock Knock"          | 9,688     |
| 903      | 12 de março     | Twice7º, 8º, 9º        | "Knock Knock"          | 8,976     |
| —        | 19 de março     | Twice7º, 8º, 9º        | "Knock Knock"          | 9,421     |
| 904      | 26 de março     | Jung Key1º             | "Anymore"              | 5,407     |
| 905      | 2 de abril      | Highlight11º           | "Plz Don't Be Sad"     | 9,274     |
| 906      | 9 de abril      | IU15º                  | "Through the Night"    | 7,576     |
| —        | 16 de abril     | Winner3º, 4º           | "Really Really"        | 8,811     |
| 907      | 23 de abril     | Winner3º, 4º           | "Really Really"        | 7,836     |
| 908      | 30 de abril     | IU16º, 17º, 18º        | "Palette"              | 6,250     |
| 909      | 7 de maio       | IU16º, 17º, 18º        | "Palette"              | 9,790     |
| 910      | 14 de maio      | IU16º, 17º, 18º        | "Palette"              | 8,691     |
| 911      | 21 de maio      | PSY13º                 | "I Luv It"             | 8,546     |
| 912      | 28 de maio      | Twice10º, 11º, 12º     | "Signal"               | 9,190     |
| 913      | 4 de junho      | Twice10º, 11º, 12º     | "Signal"               | 10,421    |
| 914      | 11 de junho     | Twice10º, 11º, 12º     | "Signal"               | 9,499     |
| 915      | 18 de junho     | G-Dragon7º, 8º         | "Untitled, 2014"       | 9,000     |
| 916      | 25 de junho     | G-Dragon7º, 8º         | "Untitled, 2014"       | 8,768     |
| 917      | 2 de julho      | Blackpink5º, 6º, 7º    | "As If It's Your Last" | 7,685     |
| 918      | 9 de julho      | Blackpink5º, 6º, 7º    | "As If It's Your Last" | 8,652     |
| 919      | 16 de julho     | Blackpink5º, 6º, 7º    | "As If It's Your Last" | 7,944     |
| 920      | 23 de julho     | Red Velvet7º           | "Red Flavor"           | 9,467     |
| 921      | 30 de julho     | EXO15º, 16º            | "Ko Ko Bop"            | 8,372     |
| 922      | 6 de agosto     | EXO15º, 16º            | "Ko Ko Bop"            | 8,346     |
| 923      | 13 de agosto    | GFriend7º              | "Love Whisper"         | 8,915     |
| 924      | 20 de agosto    | Wanna One1º, 2º        | "Energetic"            | 9,965     |
| 925      | 27 de agosto    | Wanna One1º, 2º        | "Energetic"            | 6,494     |
| 926      | 3 de setembro   | Sunmi2º, 3º            | "Gashina"              | 6,943     |
| 927      | 10 de setembro  | Sunmi2º, 3º            | "Gashina"              | 7,385     |
| 928      | 17 de setembro  | EXO17º                 | "Power"                | 6,483     |
| —        | 24 de setembro  | Sunmi4º                | "Gashina"              | 7,335     |
| 929      | 1 de outubro    | BTS4º, 5º, 6º          | "DNA"                  | 7,422     |
| 930      | 8 de outubro    | BTS4º, 5º, 6º          | "DNA"                  | 7,421     |
| 931      | 15 de outubro   | BTS4º, 5º, 6º          | "DNA"                  | 6,475     |
| —        | 22 de outubro   | Bolbbalgan41º          | "Some"                 | 6,514     |
| 932      | 29 de outubro   | BTOB1º, 2º             | "Missing You"          | 9,238     |
| 933      | 5 de novembro   | BTOB1º, 2º             | "Missing You"          | 6,594     |
| 934      | 12 de novembro  | Twice13º, 14º, 15º     | "Likey"                | 9,808     |
| 935      | 19 de novembro  | Twice13º, 14º, 15º     | "Likey"                | 8,744     |
| 936      | 26 de novembro  | Twice13º, 14º, 15º     | "Likey"                | 7,707     |
| 937      | 3 de dezembro   | Minseo1º               | "Yes"                  | 5,936     |
| 938      | 10 de dezembro  | Red Velvet8º           | "Peek-A-Boo"           | 8,295     |
| 939      | 17 de dezembro  | Zion.T1º               | "Snow"                 | 6,637     |
| —        | 24 de dezembro  | Twice16º, 17º          | "Heart Shaker"         | 10,236    |
| —        | 31 de dezembro  | Twice16º, 17º          | "Heart Shaker"         | 8,878     |

1. ↑  Episódio transmitido em 24 de setembro

 2018 
|   | Triple Crown                |
|   | Maior pontuação de 2018     |
| — | Nenhum programa foi exibido |

| Episódio | Data            | Artista              | Canção                                           | Pontuação |
| -------- | --------------- | -------------------- | ------------------------------------------------ | --------- |
| 940      | 7 de janeiro    | Twice18º             | "Heart Shaker"                                   | 7,926     |
| 941      | 14 de janeiro   | Red Velvet9º         | "Peek-A-Boo"                                     | 6,477     |
| 942      | 21 de janeiro   | Infinite8º           | "Tell Me"                                        | 6,428     |
| 943      | 28 de janeiro   | Sunmi5º, 6º          | "Heroine"                                        | 7,017     |
| 944      | 4 de fevereiro  | Sunmi5º, 6º          | "Heroine"                                        | 7,146     |
| —        | 11 de fevereiro | Red Velvet10º        | "Bad Boy"                                        | 9,490     |
| 945      | 18 de fevereiro | iKON4º, 5º, 6º       | "Love Scenario"                                  | 8,543     |
| 946      | 25 de fevereiro | iKON4º, 5º, 6º       | "Love Scenario"                                  | 8,986     |
| 947      | 4 de março      | iKON4º, 5º, 6º       | "Love Scenario"                                  | 9,091     |
| 948      | 11 de março     | Momoland1º           | "BBoom BBoom"                                    | 9,051     |
| 949      | 18 de março     | Mamamoo3º, 4º, 5º    | "Starry Night"                                   | 9,158     |
| 950      | 25 de março     | Mamamoo3º, 4º, 5º    | "Starry Night"                                   | 6,853     |
| 951      | 1 de abril      | Mamamoo3º, 4º, 5º    | "Starry Night"                                   | 7,265     |
| 952      | 8 de abril      | Momoland2º           | "Bboom Bboom"                                    | 7,409     |
| 953      | 15 de abril     | Winner5º             | "Everyday"                                       | 8,799     |
| 954      | 22 de abril     | Twice19º, 20º, 21º   | "What Is Love?"                                  | 10,527    |
| 955      | 29 de abril     | Twice19º, 20º, 21º   | "What Is Love?"                                  | 9,752     |
| 956      | 6 de maio       | Twice19º, 20º, 21º   | "What Is Love?"                                  | 9,575     |
| 957      | 13 de maio      | GFriend8º, 9º        | "Time For The Moon Night"                        | 8,811     |
| 958      | 20 de maio      | GFriend8º, 9º        | "Time For The Moon Night"                        | 6,972     |
| 959      | 27 de maio      | BTS7º, 8º, 9º        | "Fake Love"                                      | 7,068     |
| 960      | 3 de junho      | BTS7º, 8º, 9º        | "Fake Love"                                      | 10,918    |
| 961      | 10 de junho     | BTS7º, 8º, 9º        | "Fake Love"                                      | 8,681     |
| 962      | 17 de junho     | BOL42º               | "Travel"                                         | 7,427     |
| 963      | 24 de junho     | Blackpink8º, 9º, 10º | "Ddu-Du Ddu-Du"                                  | 6,886     |
| 964      | 1 de julho      | Blackpink8º, 9º, 10º | "Ddu-Du Ddu-Du"                                  | 10,170    |
| 965      | 8 de julho      | Blackpink8º, 9º, 10º | "Ddu-Du Ddu-Du"                                  | 9,753     |
| 966      | 15 de julho     | Apink5º              | "I'm So Sick"                                    | 8,812     |
| 967      | 22 de julho     | Twice22º, 23º, 24º   | "Dance The Night Away"                           | 10,571    |
| 968      | 29 de julho     | Twice22º, 23º, 24º   | "Dance The Night Away"                           | 9,086     |
| 969      | 5 de agosto     | Twice22º, 23º, 24º   | "Dance The Night Away"                           | 9,221     |
| 970      | 12 de agosto    | Zico3º               | "SoulMate"                                       | 6,816     |
| —        | 19 de agosto    | Red Velvet11º, 12º   | "Power Up"                                       | 10,494    |
| 971      | 26 de agosto    | Red Velvet11º, 12º   | "Power Up"                                       | 8,684     |
| 972      | 2 de setembro   | BTS10º, 11º, 12º     | "Idol"                                           | 6,038     |
| 973      | 9 de setembro   | BTS10º, 11º, 12º     | "Idol"                                           | 9,513     |
| 974      | 16 de setembro  | BTS10º, 11º, 12º     | "Idol"                                           | 8,320     |
| 975      | 23 de setembro  | Sunmi7º              | "Siren"                                          | 7,426     |
| 976      | 30 de setembro  | GOT73º               | "Lullaby"                                        | 6,228     |
| 977      | 7 de outubro    | Im Chang-jung16º     | "There Has Never Been a Day I Haven't Loved You" | 6,723     |
| 978      | 14 de outubro   | iKON7º               | "Goodbye Road"                                   | 8,953     |
| 979      | 21 de outubro   | IU19º, 20º, 21º      | "Bbibbi"                                         | 9,341     |
| 979      | 28 de outubro   | IU19º, 20º, 21º      | "Bbibbi"                                         | 9,648     |
| —        | 4 de novembro   | IU19º, 20º, 21º      | "Bbibbi"                                         | 7,905     |
| 980      | 11 de novembro  | Paul Kim1º           | "Me After You"                                   | 6,076     |
| —        | 18 de novembro  | Twice25º             | "Yes or Yes"                                     | 10,303    |
| 981      | 25 de novembro  | Jennie1º, 2º         | "Solo"                                           | 10,002    |
| 982      | 2 de dezembro   | Jennie1º, 2º         | "Solo"                                           | 9,719     |
| 983      | 9 de dezembro   | Mino1º               | "Fiancé"                                         | 9,492     |
| 984      | 16 de dezembro  | Jennie3º             | "Solo"                                           | 7,113     |
| —        | 23 de dezembro  | Ben1º                | "180 Degree"                                     | 6,360     |
| —        | 30 de dezembro  | Winner6º             | "Millions"                                       | 7,314     |

 2019 
|   | Triple Crown                |
|   | Maior pontuação de 2019     |
| — | Nenhum programa foi exibido |

| Episódio | Data            | Artista         | Canção                                                 | Pontuação |
| -------- | --------------- | --------------- | ------------------------------------------------------ | --------- |
| 985      | 6 de Janeiro    | Winner 7°       | "Millions"                                             | 6,453     |
| 986      | 13 de Janeiro   | Chung Ha 1°     | "Gotta Go"                                             | 8,918     |
| 987      | 20 de Janeiro   | Apink 6°        | "%%(Eung Eung)"                                        | 6,690     |
| 988      | 27 de Janeiro   | GFriend10°      | "Sunrise"                                              | 7,594     |
| 989      | 3 de Fevereiro  | Seventeen 1°    | "Home"                                                 | 6,696     |
| —        | 10 de Fevereiro | Woody 1º, 2º    | "Fire Up"                                              | 5,790     |
| 990      | 17 de Fevereiro | Woody 1º, 2º    | "Fire Up"                                              | 5,905     |
| 991      | 24 de Fevereiro | ITZY1º, 2º, 3º  | "Dalla Dalla"                                          | 7,749     |
| 992      | 3 de Março      | ITZY1º, 2º, 3º  | "Dalla Dalla"                                          | 6,955     |
| 993      | 10 de Março     | ITZY1º, 2º, 3º  | "Dalla Dalla"                                          | 6,694     |
| 994      | 17 de Março     | N.Flying 1º     | "Rooftop"                                              | 5,657     |
| 995      | 24 de Março     | Epik High 6º    | "Love Drunk"                                           | 7,212     |
| 996      | 31 de Março     | Mamamoo 6º      | "Gogobebe"                                             | 7,249     |
| 997      | 7 de Abril      | Taeyeon6º       | "Four Seasons"                                         | 7,892     |
| 998      | 14 de Abril     | Chen1º          | "Beautiful Goodbye"                                    | 6,007     |
| 999      | 21 de Abril     | Blackpink11º    | "Kill This Love"                                       | 8,163     |
| 1,000    | 28 de Abril     | BTS 13º         | "Boy with Luv"                                         | 11,000    |
| —        | 5 de Maio       | Twice26º        | "Fancy"                                                | 9,841     |
| 1,001    | 12 de Maio      | BTS 14º, 15º    | "Boy with Luv"                                         | 9,679     |
| 1,002    | 19 de Maio      | BTS 14º, 15º    | "Boy with Luv"                                         | 8,659     |
| 1,003    | 29 de Maio      | Blackpink12º    | "Kill This Love"                                       | 6,271     |
| 1,004    | 2 de Junho      | GOT7 4º         | "Eclipse"                                              | 5,002     |
| 1,005    | 9 de Junho      | Davichi7º       | "Unspoken Words"                                       | 5,483     |
| 1,006    | 16 de Junho     | Lee Hi5º        | "No One"                                               | 6,516     |
| 1,007    | 23 de Junho     | Kim Na Young1º  | "To Be Honest"                                         | 5,953     |
| —        | 30 de Junho     | Red Velvet 13º  | "Zimzalabim"                                           | 8,012     |
| 1,008    | 7 de Julho      | Chung Ha2º      | "Snapping"                                             | 8,565     |
| 1,009    | 14 de Julho     | GFriend11º      | "Fever"                                                | 6,857     |
| 1,010    | 21 de Julho     | Heize2º         | "We Don't Talk Together"                               | 6,068     |
| 1,011    | 28 de Julho     | Ben2º, 3º       | "Thank You For Goodbye"                                | 5,781     |
| 1,012    | 4 de Agosto     | Ben2º, 3º       | "Thank You For Goodbye"                                | 5,806     |
| 1,013    | 11 de Agosto    | ITZY4º          | "Icy"                                                  | 8,317     |
| 1,014    | 18 de Agosto    | Oh My Girl1º    | "Bungee"                                               | 6,099     |
| 1,015    | 25 de Agosto    | ITZY5º          | "Icy"                                                  | 5,905     |
| 1,016    | 1 de Setembro   | Red Velvet14º   | "Umpah Umpah"                                          | 8,317     |
| 1,017    | 8 de Setembro   | X11º, 2º        | "Flash"                                                | 6,628     |
| —        | 15 de Setembro  | X11º, 2º        | "Flash"                                                | 6,771     |
| 1,018    | 22 de Setembro  | BOL43º, 4º      | "Workaholic"                                           | 6,597     |
| 1,019    | 29 de Setembro  | BOL43º, 4º      | "Workaholic"                                           | 6,281     |
| 1,020    | 6 de Outubro    | Twice27º, 28º   | "Feel Special"                                         | 8,182     |
| —        | 13 de Outubro   | Twice27º, 28º   | "Feel Special"                                         | 6,505     |
| 1,021    | 20 de Outubro   | AKMU4º, 5º      | "How Can I Love the Heartbreak, You're the One I Love" | 6,166     |
| —        | 27 de Outubro   | AKMU4º, 5º      | "How Can I Love the Heartbreak, You're the One I Love" | 6,234     |
| 1,022    | 3 de Novembro   | NU'EST1º        | "Love Me"                                              | 6,024     |
| 1,023    | 10 de Novembro  | Taeyeon6º       | "Spark"                                                | 9,782     |
| 1,024    | 17 de Novembro  | IU22º           | "Love Poem"                                            | 6,099     |
| 1,025    | 24 de Novembro  | Mamamoo7º       | "Hip"                                                  | 6,879     |
| 1,026    | 1 de Dezembro   | IU23º, 24º, 25º | "Blueming"                                             | 9,703     |
| 1,027    | 8 de Dezembro   | IU23º, 24º, 25º | "Blueming"                                             | 6,521     |
| 1,028    | 15 de Dezembro  | IU23º, 24º, 25º | "Blueming"                                             | 7,040     |
| —        | 22 de Dezembro  | Mamamoo8º, 9º   | "Hip"                                                  | 6,231     |
| —        | 29 de Dezembro  | Mamamoo8º, 9º   | "Hip"                                                  | 6,330     |

 2020 
|   | Triple Crown                |
|   | Maior pontuação de 2020     |
| — | Nenhum programa foi exibido |

| Episódio | Data            | Artista    | Canção                          | Pontuação |
| -------- | --------------- | ---------- | ------------------------------- | --------- |
| 1.029    | 5 de Janeiro    | Red Velvet | "Psycho"                        | 10.028    |
| 1.030    | 12 de Janeiro   | Red Velvet | "Psycho"                        | 8.992     |
| 1.031    | 19 de Janeiro   | Red Velvet | "Psycho"                        | 7.644     |
| —        | 26 de Janeiro   | Zico       | "Any Song"                      | 7.038     |
| 1.032    | 2 de Fevereiro  | Zico       | "Any Song"                      | 9.033     |
| 1.033    | 9 de Fevereiro  | Zico       | "Any Song"                      | 8.464     |
| 1.034    | 16 de Fevereiro | GFriend    | "Crossroads"                    | 5.999     |
| 1.035    | 23 de Fevereiro | Noel       | "Late Night"                    | 5.864     |
| 1.036    | 1 de Março      | BTS        | "On"                            | 7.393     |
| 1.037    | 8 de Março      | BTS        | "On"                            | 10.627    |
| 1.038    | 15 de Março     | BTS        | "On"                            | 9.682     |
| 1.039    | 22 de Março     | ITZY       | "Wannabe"                       | 10.108    |
| 1.040    | 29 de Março     | ITZY       | "Wannabe"                       | 9.315     |
| 1.041    | 5 de Abril      | ITZY       | "Wannabe"                       | 7.752     |
| 1.042    | 12 de Abril     | Suho       | "Let's Love"                    | 5.707     |
| 1.043    | 19 de Abril     | (G)I-DLE   | "Oh My God"                     | 8.332     |
| 1.044    | 26 de Abril     | Apink      | "Dumhdurum"                     | 9.103     |
| 1.045    | 03 de Maio      | Apink      | "Dumhdurum"                     | 6.553     |
| 1.046    | 10 de Maio      | Oh My Girl | "Nonstop"                       | 9.737     |
| 1.047    | 17 de Maio      | IU         | "Eight Feat.Suga do BTS "       | 8.853     |
| 1.048    | 24 de Maio      | IU         | "Eight Feat.Suga do BTS "       | 8.834     |
| 1.049    | 31 de Maio      | IU         | "Eight Feat.Suga do BTS "       | 7.588     |
| 1.050    | 07 de Junho     | Baekhyun   | "Candy"                         | 7.767     |
| 1.051    | 14 de Junho     | TWICE      | "More & More"                   | 10.558    |
| 1.052    | 21 de Junho     | TWICE      | "More & More"                   | 9.308     |
| 1.053    | 28 de Junho     | IZ*ONE     | "Secret Story of the Swan"      | 6.911     |
| 1.054    | 05 de Julho     | Blackpink  | "How You Like That"             | 6.028     |
| 1.055    | 12 de Julho     | Blackpink  | "How You Like That"             | 8.973     |
| 1.056    | 19 de Julho     | Blackpink  | "How You Like That"             | 8.929     |
| 1.057    | 27 de Julho     | Hwasa      | "María"                         | 6.936     |
| 1.058    | 02 de Agosto    | Hwasa      | "María"                         | 7.889     |
| 1.059    | 09 de Agosto    | Hwasa      | "María"                         | 8.045     |
| 1.060    | 16 de Agosto    | (G)I-DLE   | "DUMDi DUMDi"                   | 7.143     |
| 1.061    | 23 de Agosto    | (G)I-DLE   | "DUMDi DUMDi"                   | 7.007     |
| 1.062    | 30 de Agosto    | BTS        | "Dynamite"                      | 6.397     |
| 1.063    | 06 de Setembro  | BTS        | "Dynamite"                      | 8.935     |
| 1.064    | 13 de Setembro  | BTS        | "Dynamite"                      | 8.626     |
| 1.065    | 20 de Setembro  | Blackpink  | "Ice Cream" (com Selena Gomez)" | 6.484     |
| 1.066    | 27 de Setembro  | Blackpink  | "Ice Cream" (com Selena Gomez)" | 6.428     |
| —        | 04 de Outubro   | Blackpink  | "Ice Cream" (com Selena Gomez)" | 6.267     |
| 1.067    | 11 de Outubro   | Blackpink  | "Lovesick Girls"                | 6.376     |
| 1.068    | 18 de Outubro   | Blackpink  | "Lovesick Girls"                | 10.239    |
| 1.069    | 25 de Outubro   | Blackpink  | "Lovesick Girls"                | 7.532     |
| —        | 01 de Novembro  | Seventeen  | "HOME;RUN"                      | 6.889     |
| 1,070    | 8 de Novembro   | Twice      | "I Can't Stop Me"               | 7,460     |
| 1,071    | 15 de Novembro  | Twice      | "I Can't Stop Me"               | 6,965     |
| 1,072    | 22 de Novembro  | Taemin     | "Idea"                          | 5,911     |
| 1,073    | 29 de Novembro  | BTS        | "Life Goes On"                  | 6,758     |
| 1,074    | 6 de Dezembro   | BTS        | "Life Goes On"                  | 10,234    |
| 1,075    | 13 de Dezembro  | BTS        | "Life Goes On"                  | 9,196     |
| —        | 20 de Dezembro  | Iz*One     | "Panorama"                      | 6,907     |
| —        | 27 de Dezembro  | Taeyeon    | "What Do I Call You"            | 5,744     |

 2021 
|   | Triple Crown                |
|   | Maior pontuação de 2021     |
| — | Nenhum programa foi exibido |

| Episódio | Data            | Artista            | canção                | Pontuação |
| -------- | --------------- | ------------------ | --------------------- | --------- |
| —        | 3 de Janeiro    | Twice 33°          | I Can't Stop Me"      | 5,158     |
| 1,076    | 10 de Janeiro   | Kyoung Seo 1°      | "Shiny Star (2020)"   | 4,863     |
| 1,077    | 17 de Janeiro   | Aespa 1°           | "Black Mamba"         | 4,097     |
| 1,078    | 24 de Janeiro   | (G)I-dle 4° , 5°   | "Hwaa"                | 9,653     |
| 1,079    | 31 de Janeiro   | (G)I-dle 4° , 5°   | "Hwaa"                | 6,412     |
| 1,080    | 7 de Fevereiro  | IU 29°             | "Celebrity"           | 9,073     |
| —        | 14 de Fevereiro | —                  | —                     | —         |
| 1,081    | 21 de Fevereiro | IU 30°, 31°        | "Celebrity"           | 8,101     |
| 1,082    | 28 de Fevereiro | IU 30°, 31°        | "Celebrity"           | 6,546     |
| 1,083    | 7 de Março      | Shinee 18°         | "Don't Call Me"       | 9,115     |
| 1,084    | 14 de Março     | Brave Girls 1°, 2° | "Rollin"              | 6,270     |
| 1,085    | 21 de Março     | Brave Girls 1°, 2° | "Rollin"              | 6,569     |
| 1,086    | 28 de Março     | Rosé 1°            | "On the Ground"       | 8,351     |
| 1,087    | 4 de Abril      | IU 31°, 32° , 34°  | "Lilac"               | 7,521     |
| 1,088    | 11 de Abril     | IU 31°, 32° , 34°  | "Lilac"               | 7,706     |
| 1,089    | 18 de Abril     | IU 31°, 32° , 34°  | "Lilac"               | 6,760     |
| 1,090    | 25 de Abril     | Kang Daniel 1°     | "Antidote"            | 6,539     |
| 1,091    | 2 de Maio       | NU'EST 2°          | "Inside Out"          | 6,047     |
| 1,092    | 9 de Maio       | Brave Girls 3°     | "Rollin'"             | 6,411     |
| 1,093    | 16 de Maio      | Itzy 9°            | "In the Morning"      | 7,391     |
| 1,094    | 23 de Maio      | NCT Dream 1°       | "Hot Sauce"           | 9,405     |
| 1,095    | 30 de Maio      | BTS25°, 26 , 27°   | "Butter "             | 7,161     |
| 1,096    | 6 de Junho      | BTS25°, 26 , 27°   | "Butter "             | 10,262    |
| 1,097    | 13 de Junho     | BTS25°, 26 , 27°   | "Butter "             | 9,744     |
| 1,098    | 20 de Junho     | Twice 34°, 35°     | "Alcohol-Free"        | 7,002     |
| 1,099    | 27 de Junho     | Twice 34°, 35°     | "Alcohol-Free"        | 8,440     |
| 1,100    | 4 de Julho      | Brave Girls 4°     | "Chi Mat Ba Ram"      | 8,001     |
| 1,101    | 11 de Julho     | NCT Dream 2°       | "Hello Future"        | 7,323     |
| 1,102    | 18 de Julho     | BTS 28°            | "Permission to Dance" | 6,933     |
| —        | 25 de Julho     | —                  | —                     | —         |
| —        | 1 de Agosto     | —                  | —                     | —         |
| 1,103    | 8 de Agosto     | BTS 29°, 30°       | "Permission to Dance" | 8,651     |
| 1,104    | 15 de Agosto    | BTS 29°, 30°       | "Permission to Dance" | 7,090     |
| 1,105    | 22 de Agosto    | Lee Mu-jin 1°      | "Traffic Light"       | 6,081     |
| 1,106    | 29 de Agosto    | Red Velvet 18°     | Queendom"             | 8,378     |
| 1,107    | 5 de Setembro   | Stray Kids 1°      | "Thunderous"          | 6,116     |
| 1,108    | 12 de Setembro  | Red Velvet 19°     | "Queendom"            | 5,781     |
| 1,109    | 19 de Setembro  | Lee Mu-jin 2°, 3°  | "Traffic Light"       | 5,636     |
| 1,110    | 26 de Setembro  | Lee Mu-jin 2°, 3°  | "Traffic Light"       | 5,523     |
| 1,111    | 3 de Outubro    | NCT 1271°          | "Sticker"             | 5,849     |
| 1,112    | 10 de Outubro   | Itzy 10°           | "Loco"                | 6,379     |
| 1,113    | 17 de Outubro   | Aespa 2° , 3°      | "Savage"              | 10,699    |
| 1,114    | 24 de Outubro   | Aespa 2° , 3°      | "Savage"              | 9,388     |
| 1,115    | 31 de Outubro   | IU 35°             | "Strawberry Moon"     | 7,994     |
| —        | 7 de Novembro   | —                  | —                     | —         |
| 1,116    | 14 de Novembro  | The Boyz 1°        | "Maverick"            | 5,902     |
| 1,117    | 21 de Novembro  | IU 36°             | "Strawberry Moon"     | 6,191     |
| 1,118    | 28 de Novembro  | Twice 36°          | Scientist"            | 5,988     |
| 1,119    | 5 de Dezembro   | Aespa 4°           | "Savage"              | 6,330     |
| 1,120    | 12 de Dezembro  | IU 37°             | "Strawberry Moon"     | 5,533     |
| —        | 19 de Dezembro  | —                  | —                     | —         |
| —        | 26 de Dezembro  | —                  | —                     | —         |

## 2022
2022 
|   | Triple Crown                |
|   | Maior pontuação de 2022     |
| — | Nenhum programa foi exibido |

| Episódio | Data            | Artista                           | canção               | Pontuação |
| -------- | --------------- | --------------------------------- | -------------------- | --------- |
| —        | 2 de Janeiro    | —                                 | —                    | —         |
| 1,121    | 9 de Janeiro    | Ive 1°, 2°, 3°                    | "Eleven"             | 8,533     |
| 1,122    | 16 de Janeiro   | Ive 1°, 2°, 3°                    | "Eleven"             | 6,583     |
| 1,123    | 23 de Janeiro   | Ive 1°, 2°, 3°                    | "Eleven"             | 5,927     |
| 1,124    | 30 de Janeiro   | Got the Beat 1°                   | "Step Back"          | 5,612     |
| —        | 6 de Fevereiro  | —                                 | —                    | —         |
| —        | 13 de Fevereiro | —                                 | —                    | —         |
| 1,125    | 20 de Fevereiro | Got the Beat 2°                   | "Step Back"          | 7,224     |
| 1,126    | 27 de Fevereiro | Taeyeon 9°, 10°, 11°              | "INVU"               | 7,041     |
| 1,127    | 6 de Março      | Taeyeon 9°, 10°, 11°              | "INVU"               | 6,783     |
| 1,128    | 13 de Março     | Taeyeon 9°, 10°, 11°              | "INVU"               | 7,083     |
| 1,129    | 20 de Março     | Kim Min-seok 1°                   | "Drunken Confession" | 5,514     |
| 1,130    | 27 de Março     | (G)I-dle 6°, 7°                   | "Tomboy"             | 8,037     |
| 1,131    | 3 de Abril      | (G)I-dle 6°, 7°                   | "Tomboy"             | 9,648     |
| 1,132    | 10 de Abril     | NCT Dream3°                       | "Glitch Mode"        | 6,845     |
| 1,133    | 17 de Abril     | Big Bang31°, 32°, 33°             | "Still Life"         | 8,673     |
| 1,134    | 24 de Abril     | Big Bang31°, 32°, 33°             | "Still Life"         | 9,394     |
| 1,135    | 1 de maio       | Big Bang31°, 32°, 33°             | "Still Life"         | 8,681     |
| 1,136    | 8 de maio       | Ive 4°                            | "Love Dive"          | 6,726     |
| 1,137    | 15 de maio      | Psy20°, 21°, 22°                  | "That That"          | 9,402     |
| 1,138    | 22 de maio      | Psy20°, 21°, 22°                  | "That That"          | 9,108     |
| 1,139    | 29 de maio      | Psy20°, 21°, 22°                  | "That That"          | 7,620     |
| 1,140    | 5 de junho      | (G)I-dle 8°                       | "Tomboy"             | 6,314     |
| 1,141    | 12 de junho     | NCT Dream 4°                      | "Beatbox"            | 7,292     |
| 1,142    | 19 de junho     | BTS31°, 32°                       | "Yet to Come"        | 7,007     |
| 1,143    | 26 de junho     | BTS31°, 32°                       | "Yet to Come"        | 9,479     |
| 1,144    | 3 de julho      | Ive5°                             | "Love Dive"          | 6,126     |
| 1,145    | 10 de julho     | Nayeon 1°                         | "Pop!"               | 6,922     |
| 1,146    | 17 de julho     | Ive6°                             | "Love Dive"          | 5,955     |
| 1,147    | 24 de julho     | Nayeon2°                          | "Pop!"               | 7,103     |
| 1,148    | 31 de julho     | Seventeen3°                       | "World"              | 7,092     |
| 1,149    | 7 de agosto     | Nayeon3°                          | "Pop!"               | 7,201     |
| 1,150    | 14 de agosto    | Itzy11°                           | "Sneakers"           | 7,353     |
| 1,151    | 21 de agosto    | NewJeans1°, 2°                    | "Attention"          | 8,273     |
| 1,152    | 28 de agosto    | NewJeans1°, 2°                    | "Attention"          | 6,300     |
| 1,153    | 4 de setembro   | Blackpink22°                      | "Pink Venom"         | 9,292     |
| —        | 11 de setembro  | —                                 | —                    | —         |
| 1,154    | 18 de setembro  | Blackpink23° , 24°, 25°, 26°, 27° | "Pink Venom"         | 7,977     |
| 1,155    | 25 de setembro  | Blackpink23° , 24°, 25°, 26°, 27° | "Pink Venom"         | 7,129     |
| 1,156    | 2 de outubro    | Blackpink23° , 24°, 25°, 26°, 27° | "Shut Down"          | 9,077     |
| 1,157    | 9 de outubro    | Blackpink23° , 24°, 25°, 26°, 27° | "Shut Down"          | 8,991     |
| 1,158    | 15 de outubro   | Blackpink23° , 24°, 25°, 26°, 27° | "Shut Down"          | 7,641     |
| 1,159    | 23 de outubro   | Ive7°                             | "After Like"         | 7,038     |
| —        | 30 de outubro   | —                                 | —                    | —         |
| 1,160    | 6 de novembro   | (G)I-dle9°,10°,11°                | "Nxde"               | 9,409     |
| 1,161    | 13 de novembro  | (G)I-dle9°,10°,11°                | "Nxde"               | 9,164     |
| 1,162    | 20 de novembro  | (G)I-dle9°,10°,11°                | "Nxde"               | 6,624     |

## Conquistas
Vencedores de mais primeiros lugares/Canção Mutizen
| Posição | Artista          | Quantidade | Período em atividade |
| ------- | ---------------- | ---------- | -------------------- |
| 1º      | IU               | 37 vezes   | 2008–                |
| 2º      | Twice            | 36 vezes   | 2015–                |
| 3º      | Big Bang         | 32 vezes   | 2007–                |
| 3º      | BTS              | 32 vezes   | 2013-                |
| 4°      | Girls Generation | 27 vezes   | 2007-                |
| 4°      | Blackpink        | 27 vezes   | 2016-                |
| 5º      | g.o.d            | 25 vezes   | 1999–2006, 2014–     |
| 6º      | Shinhwa          | 24 vezes   | 1998–                |
| 7º      | TVXQ             | 22 vezes   | 2003–                |
| 7º      | Psy              | 22 vezes   | 2001-                |
| 9°      | Yoo Seung-jun    | 21 vezes   | 1997–2002            |
| 10º     | Super Junior     | 20 vezes   | 2005–                |

Artistas com mais Triple Crown
| Posição | Artista           | Quantidade | Período em atividade |
| ------- | ----------------- | ---------- | -------------------- |
| 1º      | Twice             | 9 músicas  | 2015–                |
| 1º      | IU                | 9 músicas  | 2006–                |
| 1º      | BTS               | 9 músicas  | 2013-                |
| 1º      | Big Bang          | 9 músicas  | 2007–                |
| 2°      | Blackpink         | 7 músicas  | 2016-                |
| 3°      | g.o.d             | 6 músicas  | 1999-                |
| 4º      | TVXQ              | 5 músicas  | 2003–                |
| 4º      | Girls' Generation | 5 músicas  | 2007–                |
| 4º      | Psy               | 5 músicas  | 2001-                |
| 6º      | BoA               | 4 músicas  | 2000–                |
| 6º      | Super Junior      | 4 músicas  | 2005–                |
| 7º      | Fin.K.L           | 3 músicas  | 1998–2005            |
| 7º      | Lee Hyori         | 3 músicas  | 1998-                |
| 7º      | SG Wannabe        | 3 músicas  | 2004–2011, 2015–     |
| 7º      | Rain              | 3 músicas  | 2002–                |
| 7º      | Wonder Girls      | 3 músicas  | 2007–2017            |

10 maiores pontuações no Inkigayo Chart (1º e 2º sistema): 24 de março de 2013 – 1 de fevereiro de 2015

Metodologia: Vendas digitais (60%), SNS (35%), votação antecipada dos espectadores (5%), votação ao vivo (10%; somente para os candidatos ao primeiro lugar)
| Posição | Artista           | Canção          | Pontuação | Data       |
| ------- | ----------------- | --------------- | --------- | ---------- |
| 1º      | Trouble Maker     | "Now"           | 11.000    | 10/11/2013 |
| 1º      | Beast             | "Good Luck"     | 11.000    | 29/06/2014 |
| 3º      | Girls' Generation | "Mr.Mr."        | 10.974    | 09/03/2014 |
| 4º      | SHINee            | "Everybody"     | 10.735    | 27/10/2013 |
| 5º      | Winner            | "Empty"         | 10.695    | 24/08/2014 |
| 6º      | EXO               | "Growl"         | 10.628    | 18/08/2014 |
| 7º      | Apink             | "Mr. Chu"       | 10.578    | 13/04/2014 |
| 8º      | Sistar            | "Give It to Me" | 10.554    | 30/06/2013 |
| 9º      | IU                | "The Red Shoes" | 10.521    | 20/10/2013 |
| 10º     | Sistar            | "Give It to Me" | 10.503    | 23/06/2013 |

10 maiores pontuações no Inkigayo Chart (3º sistema): 8 de fevereiro de 2015 – 29 de janeiro de 2017

Metodologia: Vendas digitais (55%), SNS (35%), vendas de álbuns (5%), votação antecipada dos espectadores (5%), votação ao vivo (10%; somente para os candidatos ao primeiro lugar)
| Posição | Artista           | Canção                   | Pontuação | Data       |
| ------- | ----------------- | ------------------------ | --------- | ---------- |
| 1º      | Big Bang          | "Let's Not Fall in Love" | 11.000    | 23/08/2015 |
| 1º      | EXO               | "Monster"                | 11.000    | 19/06/2016 |
| 3º      | Big Bang          | "Loser"                  | 10.909    | 10/05/2015 |
| 4º      | SHINee            | "View"                   | 10.850    | 07/06/2015 |
| 5º      | Red Velvet        | "Dumb Dumb"              | 10.651    | 20/09/2015 |
| 6º      | Big Bang          | "Loser"                  | 10.594    | 17/05/2015 |
| 7º      | Taeyeon           | "Why"                    | 10.557    | 10/06/2016 |
| 8º      | Girls' Generation | "Lion Heart"             | 10.520    | 06/06/2015 |
| 9º      | Big Bang          | "Fxxk It"                | 10.500    | 08/01/2017 |
| 10º     | Twice             | "Cheer Up"               | 10.429    | 08/05/2015 |

10 maiores pontuações no Inkigayo Chart (4º sistema): 5 de fevereiro de 2017 – 28 de maio de 2017

Metodologia: Vendas digitais (55%), SNS (35%), vendas de álbuns (5%), votação antecipada dos espectadores (5%)
| Posição | Artista    | Canção             | Pontuação | Data       |
| ------- | ---------- | ------------------ | --------- | ---------- |
| 1º      | IU         | "Palette"          | 9.790     | 07/05/2017 |
| 2º      | Twice      | "Knock Knock"      | 9.688     | 05/03/2017 |
| 3º      | Twice      | "Knock Knock"      | 9.421     | 19/03/2017 |
| 4º      | Highlight  | "Plz Don't Be Sad" | 9.274     | 02/04/2017 |
| 5º      | Twice      | "Signal"           | 9.190     | 28/05/2017 |
| 6º      | Twice      | "Knock Knock"      | 8.976     | 12/03/2017 |
| 7º      | Red Velvet | "Rookie"           | 8.901     | 19/02/2017 |
| 8º      | Winner     | "Really Really"    | 8.811     | 16/04/2017 |
| 9º      | IU         | "Palette"          | 8.691     | 14/05/2017 |
| 10º     | BTS        | "Spring Day"       | 8.643     | 26/02/2017 |

10 maiores pontuações no Inkigayo Chart (5º sistema): 4 de junho de 2017 – 27 de janeiro de 2019

Metodologia: Vendas digitais (55%), SNS (35%), vendas de álbuns (5%), votação antecipada dos espectadores (5%), On-Air (10%)
| Posição | Artista    | Canção                 | Pontuação | Data       |
| ------- | ---------- | ---------------------- | --------- | ---------- |
| 1º      | BTS        | "Fake Love"            | 10.918    | 03/06/2018 |
| 2º      | Twice      | "Dance the Night Away" | 10.571    | 22/11/2018 |
| 3º      | Twice      | "What is Love?"        | 10.527    | 22/04/2018 |
| 4º      | Red Velvet | "Power Up"             | 10.494    | 19/08/2018 |
| 5º      | Twice      | "Signal"               | 10.421    | 04/06/2017 |
| 6º      | Twice      | "Yes or Yes"           | 10.303    | 18/11/2018 |
| 7º      | Twice      | "Heart Shaker"         | 10.236    | 24/12/2017 |
| 8º      | Blackpink  | "Ddu-Du Ddu-Du"        | 10.170    | 01/09/2018 |
| 9º      | Jennie     | "Solo"                 | 10.002    | 25/11/2018 |
| 10º     | Wanna One  | "Energetic"            | 9.965     | 20/08/2017 |

10 maiores pontuações no Inkigayo Chart (sistema atual): 3 de fevereiro de 2019 – presente

Metodologia: Vendas digitais (55%), SNS (30%), vendas de álbuns (10%), votação antecipada dos espectadores (5%), On-Air (10%)
| Posição | Artista    | Canção           | Pontuação | Data       |
| ------- | ---------- | ---------------- | --------- | ---------- |
| 1º      | BTS        | "Boy with Luv"   | 11.000    | 28/04/2019 |
| 2º      | BTS        | "On"             | 10.627    | 08/03/2020 |
| 3º      | TWICE      | "More & More"    | 10.558    | 24/06/2020 |
| 4º      | Blackpink  | "Lovesick Girls" | 10.239    | 18/10/2020 |
| 5º      | ITZY       | "Wannabe"        | 10.108    | 22/03/2020 |
| 6º      | Red Velvet | "Psycho"         | 10.028    | 05/01/2020 |
| 7º      | Twice      | "Fancy"          | 9.841     | 05/05/2019 |
| 8º      | Taeyeon    | "Spark"          | 9.782     | 10/11/2019 |
| 9º      | Oh My Girl | "Nonstop"        | 9.737     | 10/05/2020 |
| 10º     | IU         | "Blueming"       | 9.703     | 01/12/2019 |

10 maiores pontuações no Inkigayo Chart (de todos os tempos): 24 de março de 2013 – presente

| Posição | Artista           | Canção                   | Pontuação | Data       |
| ------- | ----------------- | ------------------------ | --------- | ---------- |
| 1º      | Trouble Maker     | "Now"                    | 11.000    | 10/11/2013 |
| 1º      | Beast             | "Good Luck"              | 11.000    | 29/06/2014 |
| 1º      | Big Bang          | "Let's Not Fall in Love" | 11.000    | 23/08/2015 |
| 1º      | EXO               | "Monster"                | 11.000    | 19/06/2016 |
| 1º      | BTS               | "Boy with Luv"           | 11.000    | 28/04/2019 |
| 6º      | Girls' Generation | "Mr.Mr."                 | 10.974    | 03/03/2009 |
| 7º      | BTS               | "Fake Love"              | 10.918    | 03/06/2018 |
| 8º      | Big Bang          | "Loser"                  | 10.909    | 10/05/2015 |
| 9º      | SHINee            | "View"                   | 10.850    | 07/06/2015 |
| 10º     | SHINee            | "Everybody"              | 10.735    | 17/10/2013 |

## Triple Crown

### Triple Crown(sistema antigo)
Triple Crown é quando uma canção recebe Mutizen Song três vezes. Depois disso, a música é removida do Take 7 e fica inelegível para ganhar novamente.
| Artista               | Canção                             | Vitórias                                          |
| --------------------- | ---------------------------------- | ------------------------------------------------- |
| 1999                  |                                    |                                                   |
| 1TYM                  | "1TYM"                             | 24 de janeiro, 7 de fevereiro, 14 de fevereiro    |
| Roo'ra                | "Good"                             | 14 de março, 21 de março, 28 de março             |
| Yu Seung-jun          | "Passion"                          | 9 de maio, 16 de maio, 30 de maio                 |
| Fin.K.L               | "Forever Love"                     | 13 de junho, 20 de junho, 27 de junho             |
| Sechs Kies            | "Com' Back"                        | 12 de setembro, 19 de setembro, 26 de setembro    |
| H.O.T.                | "I Yah"                            | 3 de outubro, 10 de outubro, 24 de outubro        |
| 2000                  |                                    |                                                   |
| g.o.d                 | "Sorrow"                           | 5 de março, 12 de março, 19 de março              |
| g.o.d                 | "Friday Night"                     | 9 de abril, 16 de abril, 23 de abril              |
| Kim Min-jong          | "Why"                              | 7 de maio, 14 de maio, 21 de maio                 |
| Jo Sung-mo            | "Do You Know"                      | 24 de setembro, 8 de outubro, 15 de outubro       |
| H.O.T.                | "Outside Castle"                   | 22 de outubro, 29 de outubro, 5 de novembro       |
| Fin.K.L               | "Now"                              | 5 de novembro, 19 de novembro, 26 de novembro     |
| g.o.d                 | "Lies"                             | 3 de dezembro, 10 de dezembro, 17 de dezembro     |
| 2001                  |                                    |                                                   |
| Position              | "I Love You"                       | 4 de março, 11 de março, 18 de março              |
| Kim Gun-mo            | "Hero"                             | 8 de julho, 15 de julho, 22 de julho              |
| Yu Seung-jun          | "Wow"                              | 7 de outubro, 14 de outubro, 21 de outubro        |
| g.o.d                 | "Road"                             | 9 de dezembro, 16 de dezembro, 23 de dezembro     |
| 2002                  |                                    |                                                   |
| g.o.d                 | "Place Where You Need To Be"       | 27 de janeiro, 3 de fevereiro, 10 de fevereiro    |
| jtL                   | "A Better Day"                     | 17 de fevereiro, 24 de Favereiro, 3 de março      |
| S.E.S.                | "U"                                | 10 de março, 17 de março, 24 de março             |
| Fin.K.L               | "Forever"                          | 31 de março, 7 de abril, 14 de abril              |
| Shinhwa               | "Perfect Man"                      | 21 de abril, 28 de abril, 5 de maio               |
| BoA                   | "No.1"                             | 12 de maio, 19 de maio, 26 de maio                |
| Im Chang-jung         | "Sad Monologue"                    | 23 de junho, 30 de junho, 7 de julho              |
| 2003                  |                                    |                                                   |
| BoA                   | "Atlantis Princess"                | 22 de junho, 6 de julho, 13 de julho              |
| Cool                  | "If You Will Get Married"          | 3 de agosto, 10 de agosto, 17 de agosto           |
| Lee Hyori             | "10minutes"                        | 7 de setembro, 14 de setembro, 21 de setembro     |
| S                     | "I Swear"                          | 19 de outubro, 26 de outubro, 2 de novembro       |
| Rain                  | "Ways to Avoid the Sun"            | 9 de novembro, 23 de novembro, 30 de novembro     |
| 2004                  |                                    |                                                   |
| M.C. the MAX          | "Love's Poem"                      | 18 de janeiro, 25 de janeiro, 15 de fevereiro     |
| 1TYM                  | "Feels So Hot"                     | 1 de fevereiro, 8 de fevereiro, 22 de fevereiro   |
| Tei                   | "Love Leaves A Scent"              | 29 de fevereiro, 7 de março, 14 de março          |
| TVXQ                  | "Hug"                              | 28 de março, 4 de abril, 11 de abril              |
| Koyote                | "Disco King"                       | 18 de abril, 2 de maio, 16 de maio                |
| BoA                   | "My Name"                          | 4 de julho, 11 de julho, 18 de julho              |
| Se7en                 | "Passion"                          | 8 de agosto, 15 de agosto, 29 de agosto           |
| Rain                  | "It's Raining"                     | 7 de Movembro, 21 de novembro, 28 de novembro     |
| 2005                  |                                    |                                                   |
| g.o.d                 | "The Reason Why Opposites Attract" | 30 de janeiro, 6 de fevereiro, 13 de fevereiro    |
| Tei                   | "Love Is...The Only One"           | 20 de fevereiro, 27 de fevereiro, 6 de março      |
| Jo Sung-mo            | "Mr.Flower"                        | 20 de março, 3 de abril, 10 de abril              |
| Buzz                  | "Coward"                           | 27 de março, 17 de abril, 24 de abril             |
| BoA                   | "Girls on Top"                     | 17 de julho, 24 de julho, 31 de julho             |
| Kim Jong-kook         | "Walking in the Same Place"        | 7 de agosto, 14 de agosto, 21 de agosto           |
| Kim Jong-kook         | "Lovely"                           | 11 de setembro, 25 de setembro, 2 de outubro      |
| TVXQ                  | "Rising Sun"                       | 9 de outubro, 16 de outubro, 23 de outubro        |
| 2006                  |                                    |                                                   |
| Fly to the Sky        | "Like a Man"                       | 5 de fevereiro, 12 de fevereiro, 19 de fevereiro  |
| SG Wannabe            | "Partner for Life"                 | 30 de abril, 7 de maio, 14 de maio                |
| Super Junior          | "U"                                | 25 de junho, 9 de julho, 16 de julho              |
| SG Wannabe            | "I Loved You"                      | 23 de julho, 30 de julho, 6 de agosto             |
| Psy                   | "Entertainer"                      | 13 de agosto, 10 de setembro, 17 de setembro      |
| TVXQ                  | ""O" - Jung.Ban.Hap."              | 15 de outubro, 29 de outubro, 5 de novembro       |
| 2007                  |                                    |                                                   |
| SS501                 | "4 Chance"                         | 7 de janeiro, 28 de janeiro, 4 de fevereiro       |
| Ivy                   | "Sonata of Temptation"             | 1 de abril, 8 de abril, 22 de abril               |
| SG Wannabe            | "Arirang"                          | 29 de abril, 6 de maio, 13 de maio                |
| Yangpa                | "Love... What Is It?"              | 24 de junho, 1 de julho, 8 de julho               |
| F.T. Island           | "Love Sick"                        | 29 de julho, 5 de agosto, 12 de agosto            |
| Wonder Girls          | "Tell Me"                          | 28 de outubro, 11 de novembro, 18 de novembro     |
| 2008                  |                                    |                                                   |
| Big Bang              | "Last Farewell"                    | 16 de dezembro, 23 de dezembro, 13 de janeiro     |
| Jewelry               | "One More Time"                    | 16 de março, 23 de março, 30 de março             |
| Wonder Girls          | "So Hot"                           | 15 de junho, 22 de junho, 29 de junho             |
| Taeyang               | "Only Look at Me"                  | 6 de julho, 13 de julho, 20 de julho              |
| Lee Hyori             | "U-Go-Girl"                        | 27 de julho, 3 de agosto, 10 de agosto            |
| Big Bang              | "Haru Haru"                        | 24 de agosto, 31 de agosto, 7 de setembro         |
| TVXQ                  | "Mirotic"                          | 12 de outubro, 19 de outubro, 26 de outubro       |
| Rain                  | "Rainsm"                           | 2 de novembro, 9 de novembro, 16 de novembro      |
| Big Bang              | "Sunset Glow"                      | 30 de novembro, 7 de dezembro, 14 de novembro     |
| 2009                  |                                    |                                                   |
| Girls' Generation     | "Gee"                              | 18 de janeiro, 1 de fevereiro, 8 de fevereiro     |
| Seungri               | "Strong Baby"                      | 15 de fevereiro, 22 de fevereiro, 1 de março      |
| Super Junior          | "Sorry, Sorry"                     | 29 de março, 5 de abril, 12 de abril              |
| Son Dam-bi            | "Saturday Night"                   | 19 de abril, 26 de abril, 3 de maio               |
| 2PM                   | "Again & Again"                    | 10 de maio, 17 de maio, 24 de maio                |
| 2NE1                  | "I Don't Care"                     | 26 de julho, 2 de agosto, 9 de agosto             |
| G-Dragon              | "Heartbreaker"                     | 6 de setembro, 13 de setembro, 20 de setembro     |
| Shinee                | "Ring Ding Dong"                   | 1 de novembro, 8 de novembro, 15 de novembro      |
| 2PM                   | "'Heartbeat"                       | 29 de novembro, 6 de dezembro, 13 de dezembro     |
| 2010                  |                                    |                                                   |
| T-ara                 | "Bo Peep Bo Peep"                  | 3 de janeiro, 10 de janeiro, 17 de janeiro        |
| After School          | "Because of You"                   | 20 de dezembro, 27 de dezembro, 24 de janeiro     |
| Girls' Generation     | "Oh!"                              | 14 de fevereiro, 21 de fevereiro, 28 de fevereiro |
| Lee Hyori             | "Chitty Chitty Bang Bang"          | 25 de abril, 2 de maio, 9 de maio                 |
| Super Junior          | "Bonamana"                         | 30 de maio, 6 de junho, 13 de junho               |
| 2NE1                  | "Can't Nobody"                     | 19 de setembro, 26 de setembro, 3 de outubro      |
| Girls' Generation     | "Hoot"                             | 7 de novembro, 21 de novembro, 28 de novembro     |
| 2011                  |                                    |                                                   |
| IU                    | "Good Day"                         | 19 de dezembro, 26 de dezembro, 2 de janeiro      |
| TVXQ                  | "Keep Your Head Down"              | 16 de janeiro, 23 de janeiro, 30 de janeiro       |
| Big Bang              | "Tonight"                          | 6 de março, 13 de março, 20 de março              |
| Big Bang              | "Love Song"                        | 17 de abril, 24 de abril, 1 de maio               |
| f(x)                  | "Pinocchio (Danger)"               | 8 de maio, 15 de maio, 22 de maio                 |
| Super Junior          | "Mr. Simple"                       | 21 de agosto, 28 de agosto, 4 de setembro         |
| Girls' Generation     | "The Boys"                         | 30 de outubro, 6 de novembro, 13 de novembro      |
| Wonder Girls          | "Be My Baby"                       | 27 de novembro, 4 de dezembro, 11 de dezembro     |
| 2012                  |                                    |                                                   |
| IU                    | "You and I"                        | 18 de dezembro, 25 de dezembro, 1 de janeiro      |
| T-ara                 | "Lovey-Dovey"                      | 15 de janeiro, 22 de janeiro, 29 de janeiro       |
| Big Bang              | "Blue"                             | 11 de março, 18 de março, 25 de março             |
| Shinee                | "Sherlock (Clue + Note)"           | 1 de abril, 8 de abril, 15 de abril               |
| Girls' Generation-TTS | "Twinkle"                          | 13 de maio, 20 de maio, 27 de maio                |

### Triple Crown (novo sistema)
Triple Crown é quando uma música recebe o Primeiro Lugar três vezes. Depois disso, a música é removida do gráfico e fica inelegível para ganhar novamente.
| Artista           | Canção                 | Vitórias                                         |
| ----------------- | ---------------------- | ------------------------------------------------ |
| 2013              |                        |                                                  |
| Psy               | "Gentleman"            | 21 de abril, 28 de abril, 5 de maio              |
| EXO               | "Growl"                | 18 de agosto, 25 de agosto, 1 de setembro        |
| 2014              |                        |                                                  |
| AKMU              | "200%"                 | 10 de abril, 27 de abril, 4 de maio              |
| EXO-K             | "Overdose"             | 18 de maio, 25 de maio, 1 de junho               |
| Taeyang           | "Eyes, Nose, Lips"     | 15 de junho, 22 de junho, 6 de julho             |
| Sistar            | "Touch My Body"        | 3 de agosto, 10 de agosto, 17 de agosto          |
| Apink             | "LUV"                  | 7 de dezembro, 14 de dezembro, 28 de dezembro    |
| 2015              |                        |                                                  |
| EXO               | "Call Me Baby"         | 5 de abril, 12 de abril, 19 de abril             |
| Big Bang          | "Loser"                | 10 de maio, 17 de maio, 24 de maio               |
| Girls' Generation | "Lion Heart"           | 30 de agosto, 6 de setembro, 13 de setembro      |
| Taeyeon           | "I"                    | 18 de outubro, 25 de outubro, 22 de novembro     |
| Psy               | "Daddy"                | 13 de dezembro, 20 de dezembro, 27 de dezembro   |
| 2016              |                        |                                                  |
| Suzy & Baekhyun   | "Dream"                | 17 de janeiro, 24 de janeiro, 31 de janeiro      |
| GFriend           | "Rough"                | 7 de fevereiro, 21 de fevereiro, 28 de fevereiro |
| Twice             | "Cheer Up"             | 8 de maio, 22 de maio, 29 de maio                |
| GFriend           | "Navillera"            | 24 de julho, 31 de julho, 7 de agosto            |
| Twice             | "TT"                   | 6 de novembro, 13 de novembro, 20 de novembro    |
| 2017              |                        |                                                  |
| Big Bang          | "Fxxk It"              | 25 de dezembro, 1 de janeiro, 8 de janeiro       |
| Twice             | "Knock Knock"          | 5 de março, 12 de março, 19 de março             |
| IU                | "Palette"              | 30 de abril, 7 de maio, 14 de maio               |
| Twice             | "Signal"               | 28 de maio, 4 de junho, 11 de junho              |
| Blackpink         | "As If It's Your Last" | 2 de julho, 9 de julho, 16 de julho              |
| Sunmi             | "Gashina"              | 3 de setembro, 10 de setembro, 24 de setembro    |
| BTS               | "DNA"                  | 1 de outubro, 8 de outubro, 15 de outubro        |
| Twice             | "Likey"                | 12 de novembro, 19 de novembro, 26 de novembro   |
| 2018              |                        |                                                  |
| Twice             | "Heart Shaker"         | 24 de dezembro, 31 de dezembro, 7 de janeiro     |
| iKon              | "Love Scenario"        | 18 de fevereiro, 25 de fevereiro, 4 de março     |
| Mamamoo           | "Starry Night"         | 18 de março, 25 de março, 1 de abril             |
| Twice             | "What is Love?"        | 22 de abril, 29 de abril, 6 de maio              |
| BTS               | "Fake Love"            | 27 de maio, 3 de junho, 10 de junho              |
| Blackpink         | "Ddu-Du Ddu-Du"        | 24 de junho, 1 de julho, 8 de julho              |
| Twice             | "Dance The Night Away" | 22 de julho, 29 de julho, 5 de agosto            |
| BTS               | "Idol"                 | 2 de setembro, 9 de setembro, 16 de setembro     |
| IU                | "Bbibbi"               | 21 de outubro, 28 de outubro, 4 de novembro      |
| Jennie            | "Solo"                 | 25 de novembro, 2 de dezembro, 16 de dezembro    |
| 2019              |                        |                                                  |
| ITZY              | "Dalla Dalla"          | 24 de fevereiro, 3 de março, 10 de março         |
| BTS               | "Boy with Luv"         | 28 de abril, 12 de maio, 19 de maio              |
| IU                | "Blueming"             | 1 de dezembro, 8 de dezembro, 15 de dezembro     |
| Mamamoo           | "Hip"                  | 24 de novembro, 22 de dezembro, 29 de dezembro   |
| 2020              |                        |                                                  |
| Red Velvet        | "Psycho"               | 5 de janeiro, 12 de janeiro, 19 de janeiro       |
| Zico              | "Any Song"             | 26 de janeiro, 2 de fevereiro, 9 de fevereiro    |
| BTS               | "On"                   | 1 de março, 8 de março, 15 de março              |
| ITZY              | "Wannabe"              | 22 de março, 29 de março, 5 de abril             |
| Blackpink         | "How You Like That"    | 5 de julho, 12 de julho, 19 de julho             |
| Hwasa             | "Maria"                | 26 de julho, 2 de agosto, 9 de agosto            |
| BTS               | "Dynamite"             | 30 de agosto, 6 de setembro, 13 de setembro      |
| Blackpink         | "Ice Cream"            | 20 de setembro, 27 de setembro, 4 de outubro     |
| Blackpink         | "Lovesick Girls"       | 11 de outubro, 18 de outubro, 25 de outubro      |
| BTS               | "Permission to Dance"  | 29 de novembro, 6 de dezembro, 13 de dezembro    |
| 2021              |                        |                                                  |
| Twice             | "I Can't Stop Me"      | 8 de novembro, 15 de novembro, 3 de janeiro      |
| IU                | "Celebrity"            | 7 de fevereiro, 21 de fevereiro, 28 de fevereiro |
| IU                | "Lilac"                | 4 de abril, 11 de abril, 18 de abril             |
| Brave Girls       | "Rollin'"              | 14 de março, 21 de março, 9 de maio              |
| BTS               | "Butter"               | 30 de maio, 6 de junho, 13 de junho              |
| BTS               | "Permission to Dance"  | 18 de julho, 8 de agosto, 15 de agosto           |
| Lee Mu-jin        | "Traffic Light"        | 22 de agosto, 19 de agosto, 26 setembro          |
| Aespa             | "Savage"               | 17 de outubro, 24 de outubro, 5 de dezembro      |
| IU                | "Strawberry Moon"      | 31 de outubro, 21 de novembro, 12 de dezembro    |
| 2022              |                        |                                                  |
| Ive               | "Eleven"               | 9 de janeiro, 16 de janeiro, 23 de janeiro       |
| Taeyeon           | "INVU"                 | 27 de fevereiro, 6 de março, 13 de março         |

## Controvérsias

### Escândalo envolvendo Nip-Slip
Um escândalo envolvendo Nip-Slip com a cantora Hwayoung, ex-integrante do girl group T-ara no episódio do Inkigayo em 29 de janeiro de 2012 onde ela acidentalmente mostrou sua mama durante sua dança. Um print screen viralizou imediatamente.  relatou que o incidente ocorreu enquanto o programa estava sendo transmitido ao vivo. A Core Contents Media lançou um comunicado oficial sobre o ocorrido dizendo que "A performance de T-ara foi feita completamente ao vivo, e realmente foi um acidente ao vivo. Não houve nenhum problema durante o ensaio delas [...]. Antes do fato dela ser uma celebridade, ela ainda é menor de idade, então nós esperamos que as pessoas irão lembrar que ela é uma jovem." A SBS lançou após a polêmica um comunicado se desculpando pelo acontecido.

## Programas similares
- KBS Music Bank
- MBC Show! Music Core
- Mnet M Countdown
- JTBC Music on Top
- MBC Music Show Champion
- SBS MTV The Show